# Dordrecht (Willem Witsen)
Dordrecht is een serie van twaalf etsen die de Nederlandse kunstenaar Willem Witsen in 1900 maakte. De voorstudies hiervoor maakte hij in 1898 en 1899 in de Zuid-Hollandse stad Dordrecht. Negen van deze etsen hebben de Voorstraatshaven als onderwerp; de overige drie etsen beelden de omgeving van de Grote Kerk en de Groothoofdspoort uit. Ter voorbereiding van de etsen werkte hij sommige composities uit in aquarellen en schilderijen.

## Achtergrond
Witsens eerste verblijf in Dordrecht dateert van eind augustus 1898 tot oktober 1898, met uitzondering van de periode rond de inhuldiging van koningin Wilhelmina op 6 september, toen hij in Amsterdam  was. Hij logeerde in Hotel Bellevue, naast de Groothoofdspoort. In februari en oktober 1899 keerde hij terug naar Dordrecht om zijn tekeningen verder uit te werken. In Dordrecht maakte hij ter voorbereiding van de etsen ook aquarellen en minstens drie olieverfschilderijen, maar de exacte chronologie is niet altijd duidelijk. De etsen maakte hij thuis in Amsterdam. De serie was in 1900 gereed.
Witsens eerste ets van Dordrecht was een reproductie van een schilderij met de Grote Kerk vanaf de Spuihaven door Jacob Maris. Deze ets, die Witsen in 1892-1893 maakte, was bestemd voor het Gedenkboek der Hollandse Schilderkunst van Jan Veth, waarvan de eerste twee afleveringen in 1898 verschenen. Rond dezelfde tijd, vanaf 1896, maakte hij drie etsen met gezichten in Rotterdam. Zijn ervaringen in Dordrecht verwerkte hij later in soortgelijke aquarellen en etsen met gezichten op grachtenpanden in Amsterdam, zoals Huizen aan een gracht te Amsterdam.
Een inspiratiebron voor deze etsen was het werk van James McNeill Whistler die Nederland bezocht in onder andere 1889, toen Witsen zelf in Londen bezig was de mistige kades van de Theems te etsen. Whistler spoorde zijn Hollandse collega's aan de schilderachtige havens van Amsterdam, Rotterdam en Dordrecht vast te leggen. 

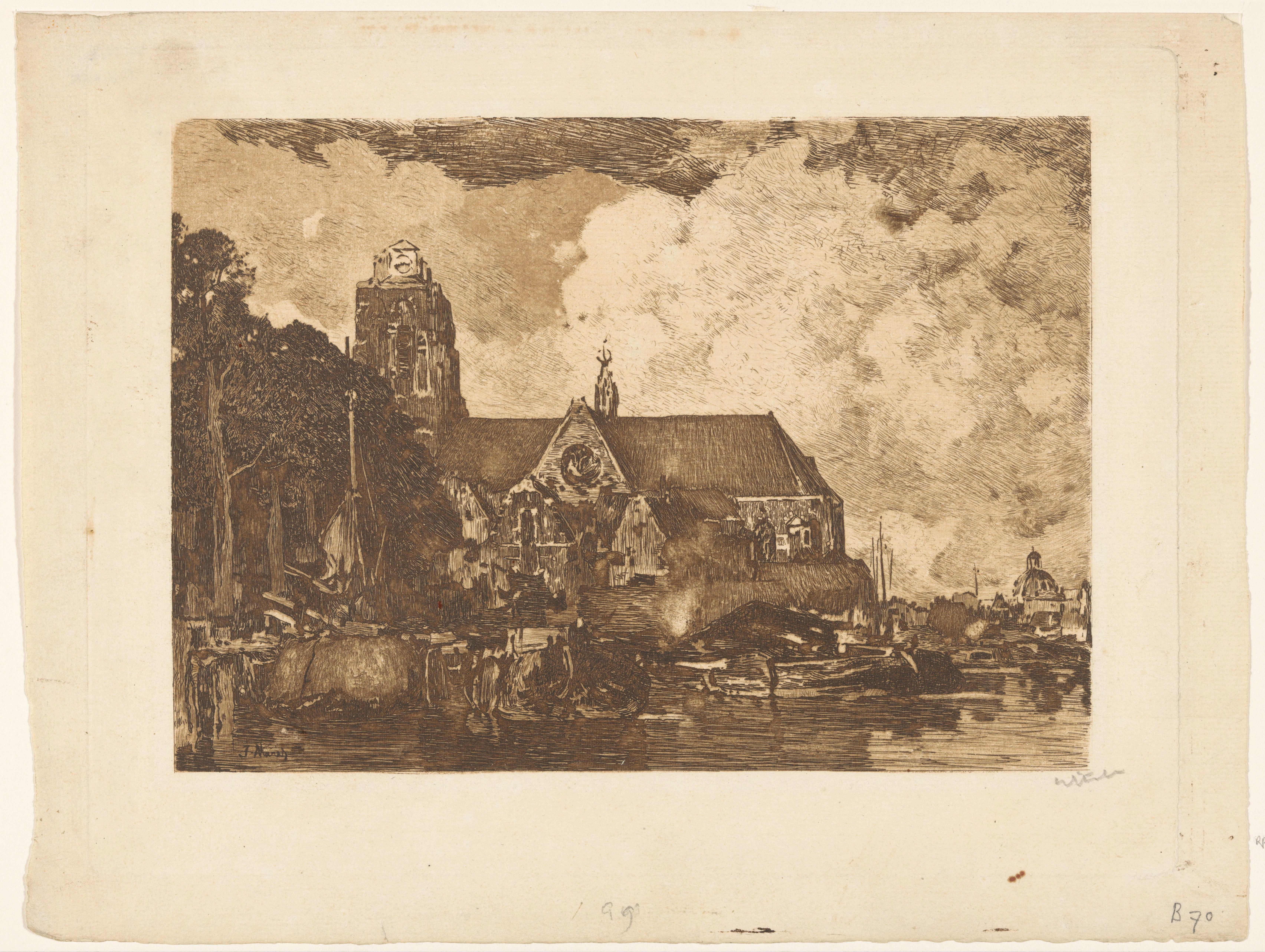
naar Jacob Maris, ca. 1892-93 (gepubliceerd in 1898), ets en aquatint, enige staat
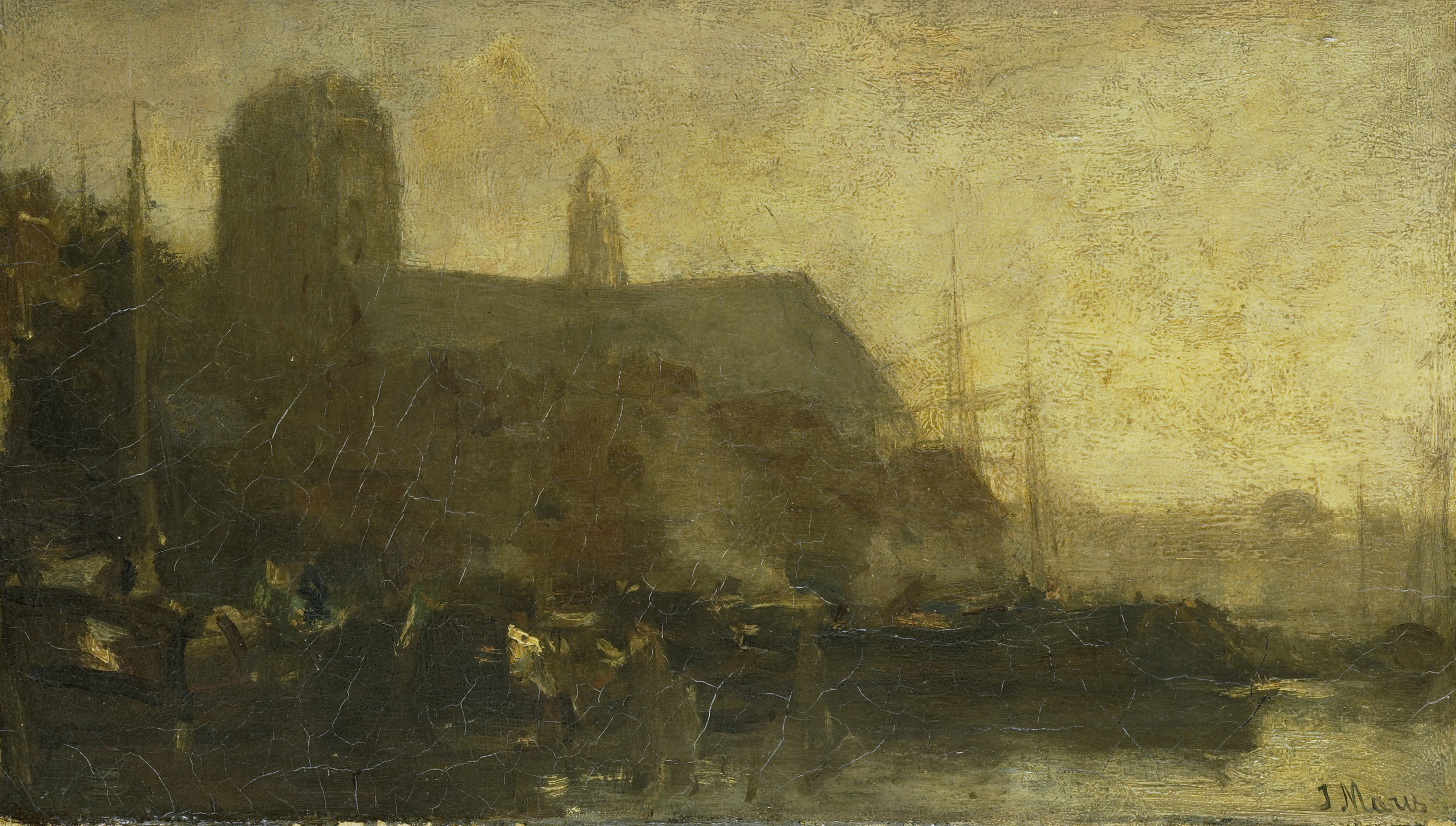
Jacob Maris, Schepen in de haven van Dordrecht, ca. 1890, Rijksmuseum Amsterdam
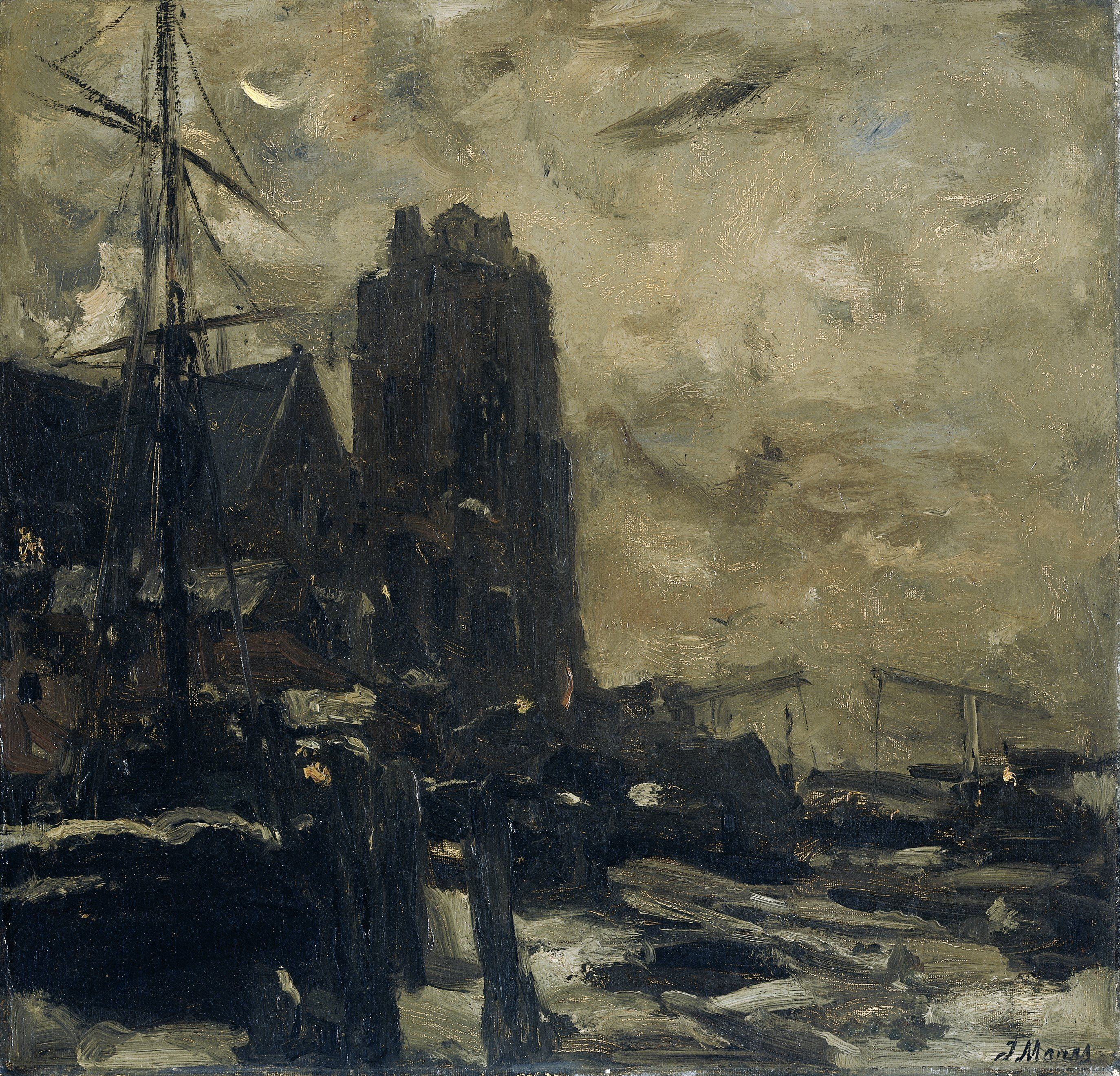
Jacob Maris, Dordrecht bij avond, Rijksmuseum Amsterdam

## De serie
De serie heette aanvankelijk Dordrecht I tot en met Dordrecht XII, maar in de catalogus van Van Wisselingh uit 1933 werden de negen etsen van de Voorstraatshaven apart genummerd en kregen een overige drie etsen een eigen titel, respectievelijk Haven, Riviergezicht en De Grote Kerk, allemaal met de toevoeging Dordrecht. Alleen de etsen van de Voorstraatshaven zijn uitgevoerd in ets en aquatint, de andere in ets zonder aquatint. Van de ets met de Grote Kerk bestaat een variant waarbij wel aquatint is toegepast, maar die niet tot de reeks behoort. Van de laatste (of enige) staat van elke ets uit de reeks bestaan afdrukken met en zonder onderschrift met de naam van de uitgever. Van de meeste etsen is één staat bekend, tenzij anders vermeld.

### Haven, Dordrecht
Dordrecht I is een spiegelbeeldig gezicht op de Nieuwe Haven en Wolwevershaven vanaf de toren van de Grote Kerk. Er bestaan drie staten van de ets, maar de tweede en de derde staat lijken identiek.

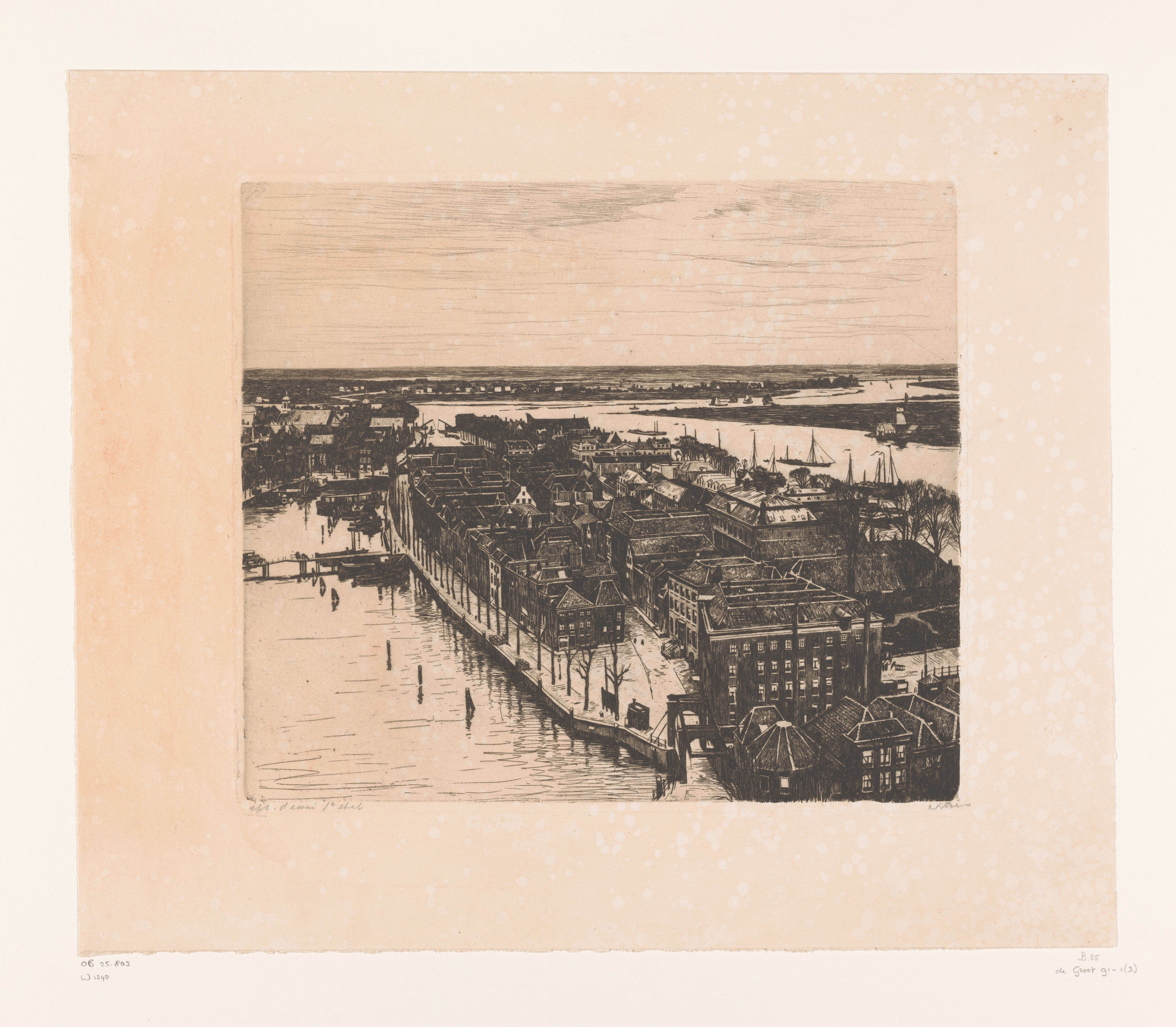
eerste staat, Rijksmuseum Amsterdam, inv. nr. RP-P-OB-25.803
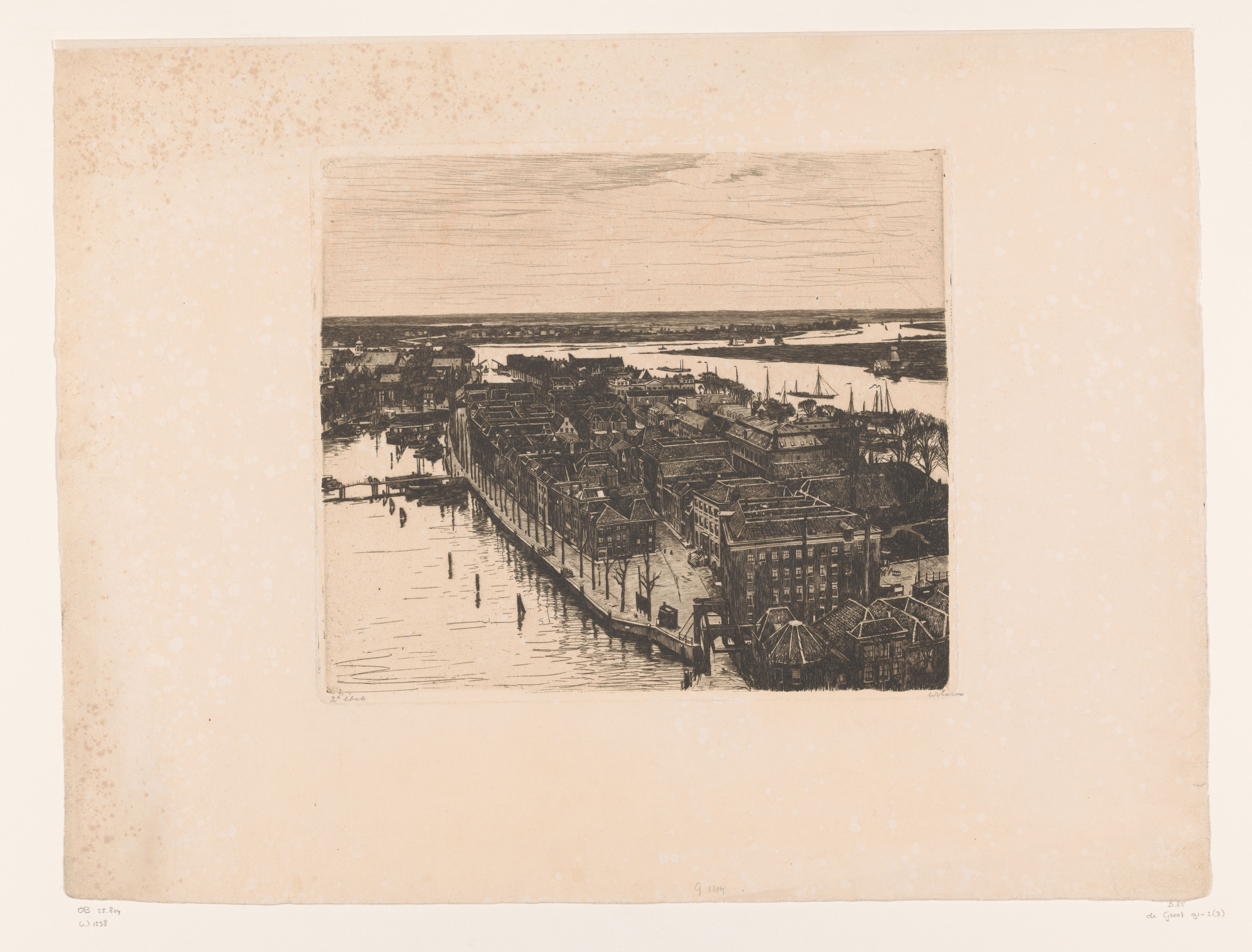
tweede staat, Rijksmuseum Amsterdam, inv. nr. RP-P-OB-25.804
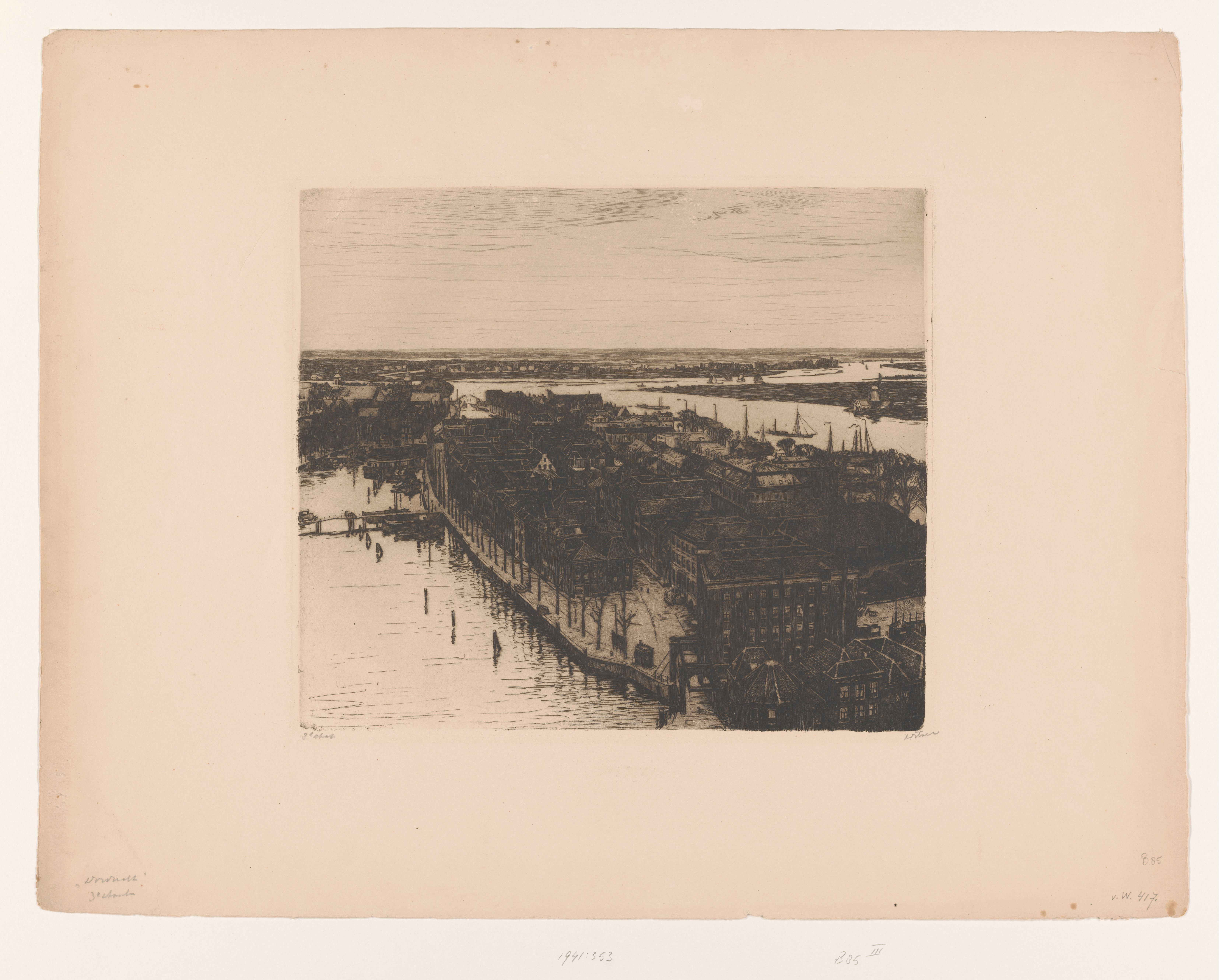
derde staat, Rijksmuseum Amsterdam, inv. nr. RP-P-1941-353

### Voorstraatshaven I
Dordrecht II of Voorstraatshaven I is een niet-spiegelbeeldig gezicht op de achtergevels van Grotekerksbuurt 6, 8 en 10, dicht bij de Lombardbrug en het stadhuis. Deze achterhuisjes, die inmiddels zijn afgebroken, stonden tegenover de Spuisteiger, die Witsen op de volgende ets heeft afgebeeld. Van deze compositie bestaat ook een aquarel in het Centraal Museum in Utrecht.

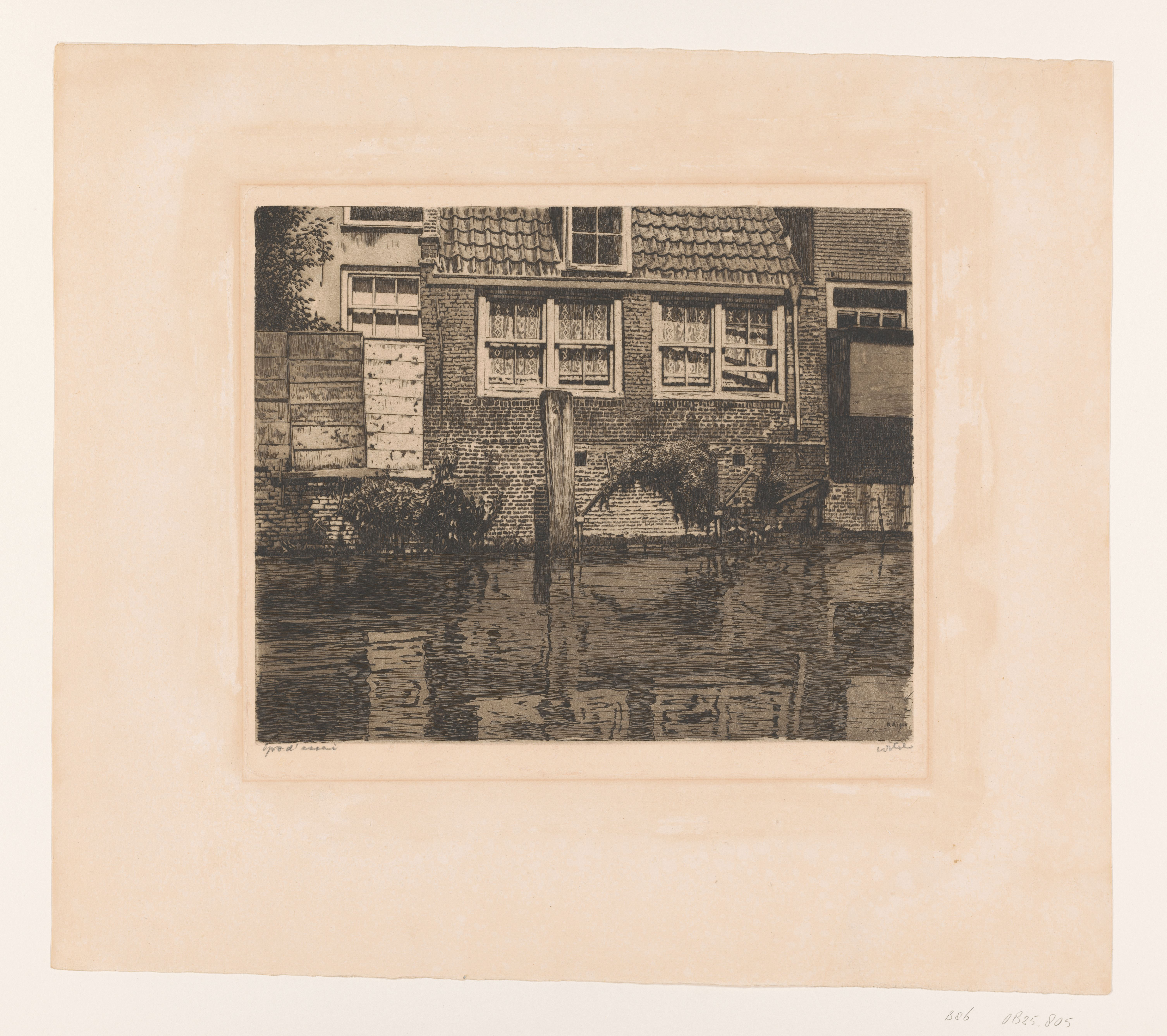
proefdruk, 1900, Rijksmuseum Amsterdam, inv. nr. RP-P-OB-25.805
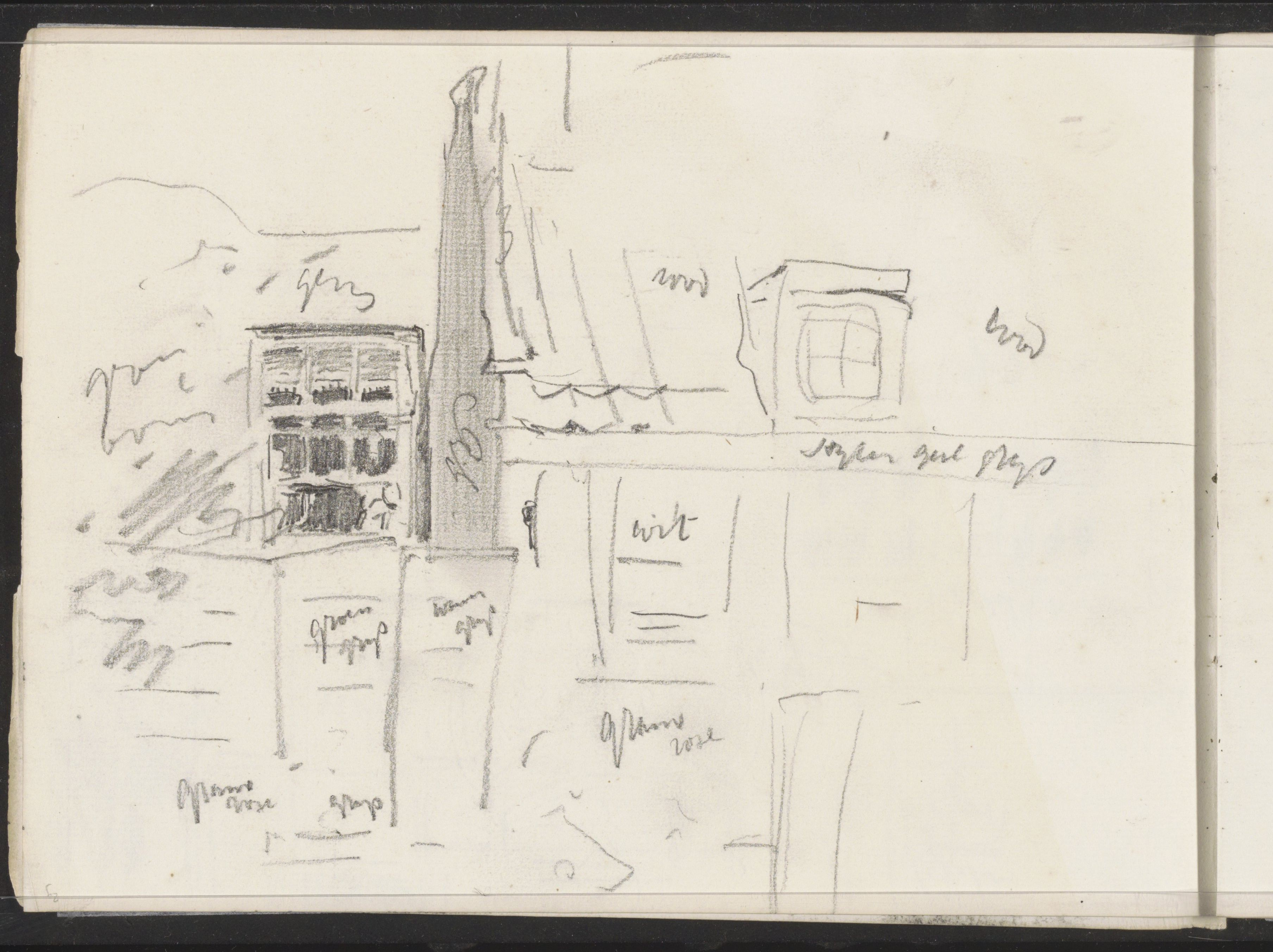
voorstudie, schetsboek met 17 bladen, pagina 29 Rijksmuseum Amsterdam, inv. nr. RP-T-1964-228-29 (bruikleen van het Willem Witsenhuis)

### Voorstraatshaven II
Dordrecht III of Voorstraatshaven II is een spiegelbeeldig gezicht op de boog onder de achtergevels van Voorstraat 383 (links) en 381, naast de Spuisteiger, tegenover de huizen die Witsen op de vorige ets heeft afgebeeld. De beide huizen zijn vervangen door nieuwbouw. Van deze voorstelling maakte Witsen minstens twee aquarellen en een olieverfschilderij.

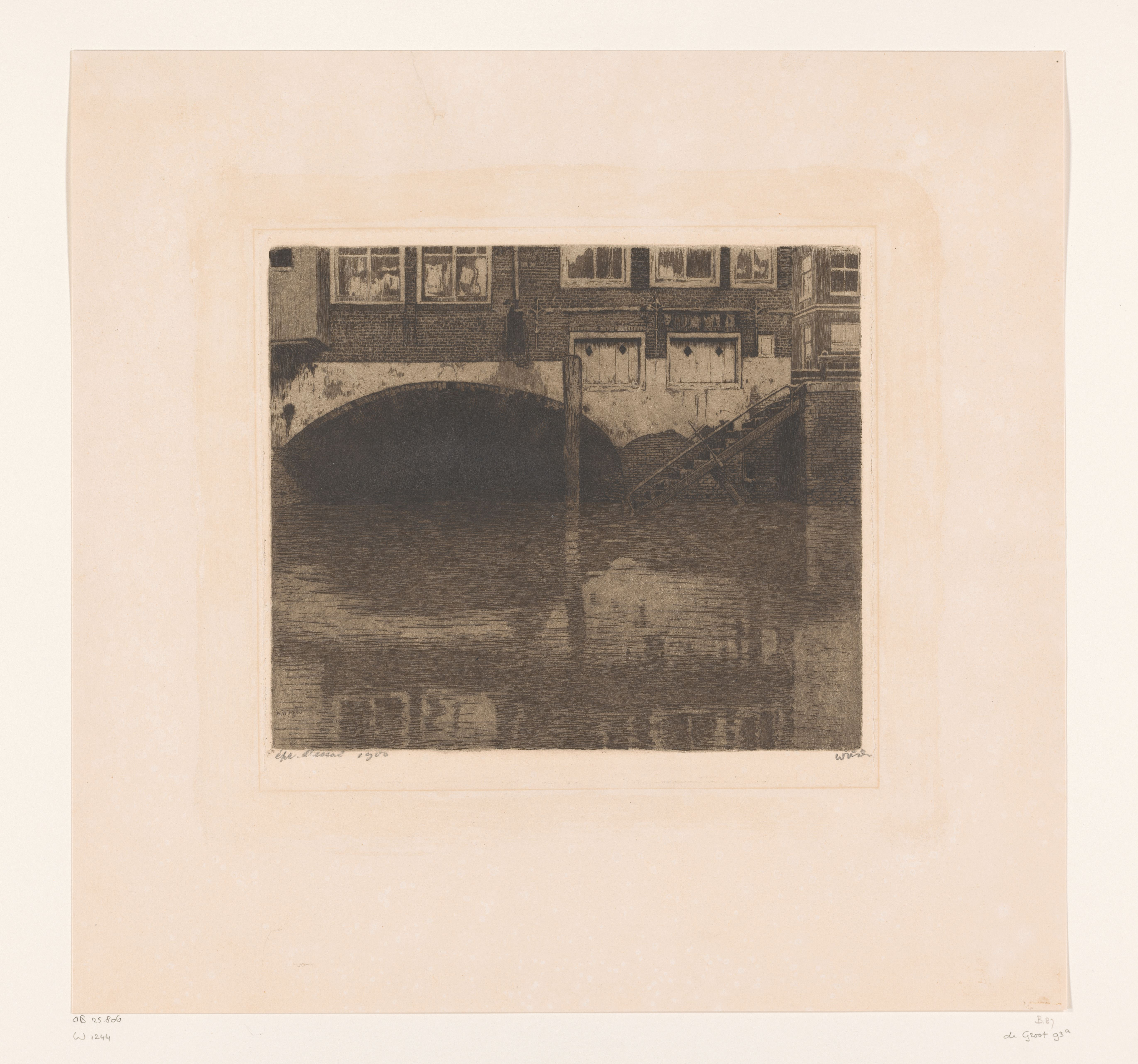
proefdruk, 1900, Rijksmuseum Amsterdam, inv. nr. RP-P-OB-25.806

### Voorstraatshaven III
Dordrecht IV of Voorstraatshaven III is een spiegelbeeldig gezicht onder de Visbrug door, gezien in de richting van waarschijnlijk Groenmarkt 60-70. Van de aquarel die Witsen maakte, is de verblijfplaats onbekend.

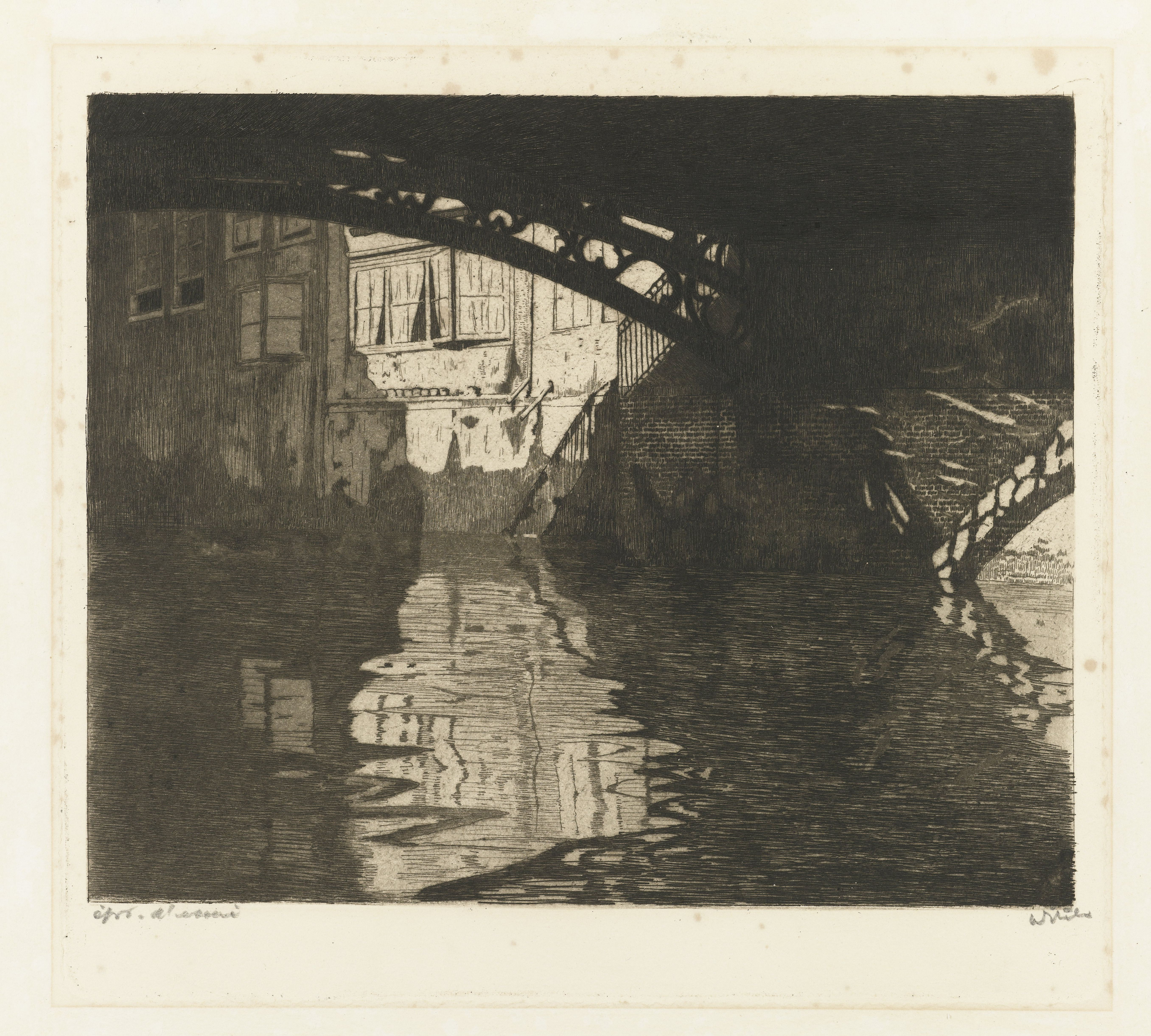
proefdruk, Rijksmuseum Amsterdam, inv. nr. RP-P-OB-25.807
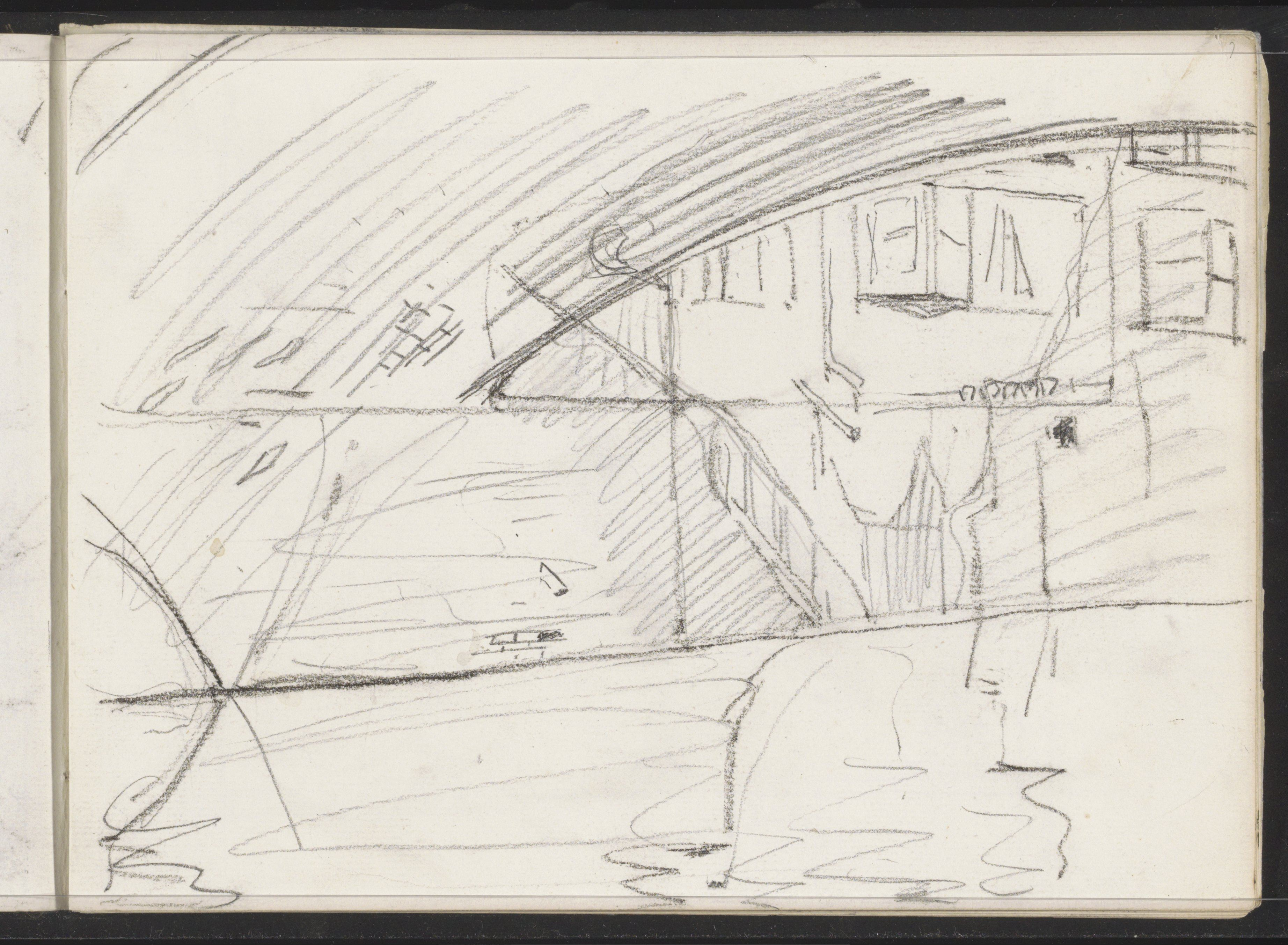
voorstudie, schetsboek met 17 bladen, pagina 7, Rijksmuseum Amsterdam, inv. nr. RP-T-1964-228-7

### Voorstraatshaven IV
Dordrecht V of Voorstraatshaven IV is een spiegelbeeldig gezicht op de achtergevels van Voorstraat 437, 435 en 433, ten westen van de Pelserbrug. De aquarel hiervan uit 1898 met de titel Zonreflectie, Dordt werd kort na de voltooiing gekocht door het Teylers Museum.

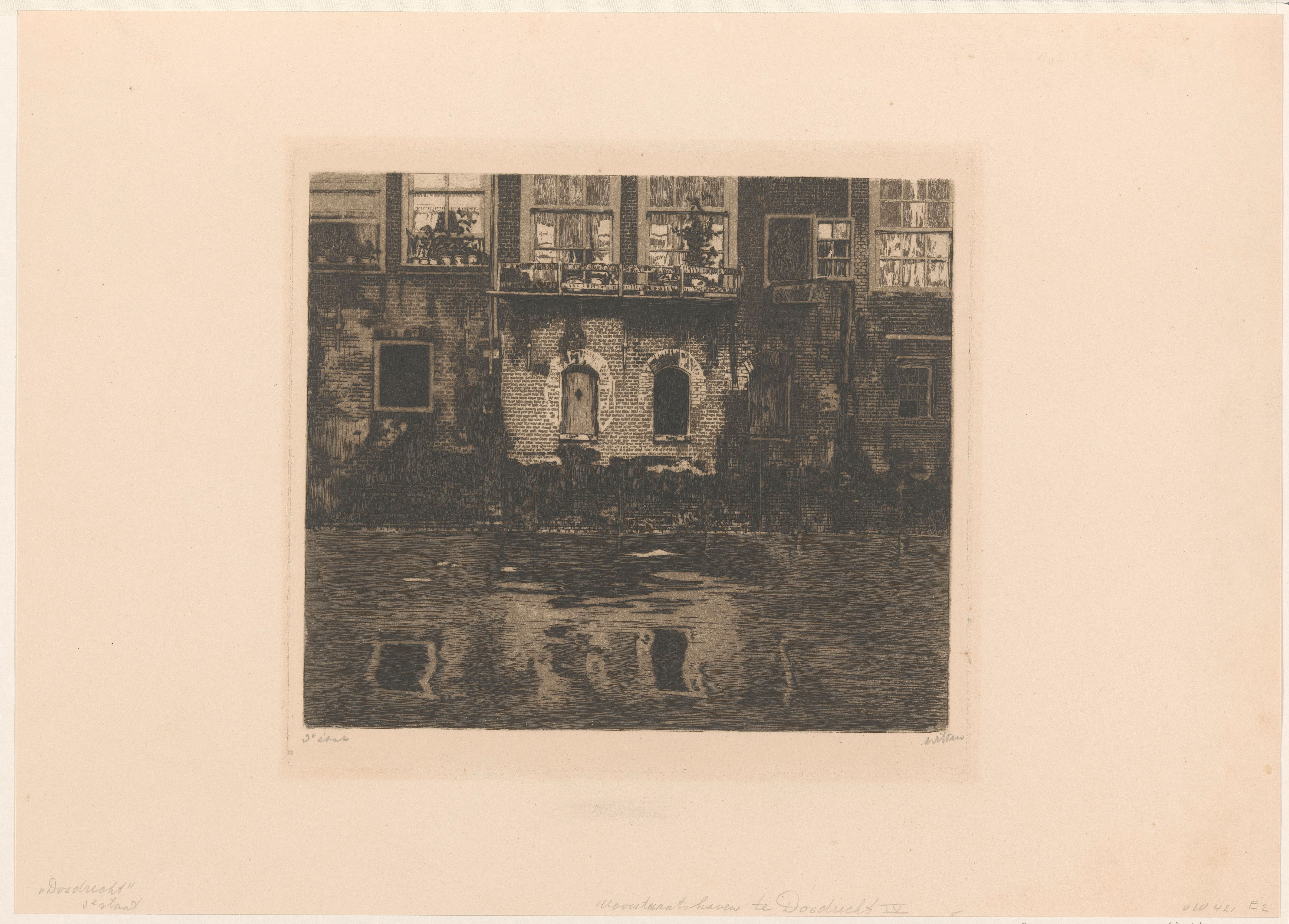
3e staat, Rijksmuseum Amsterdam, inv. nr. RP-P-1941-355
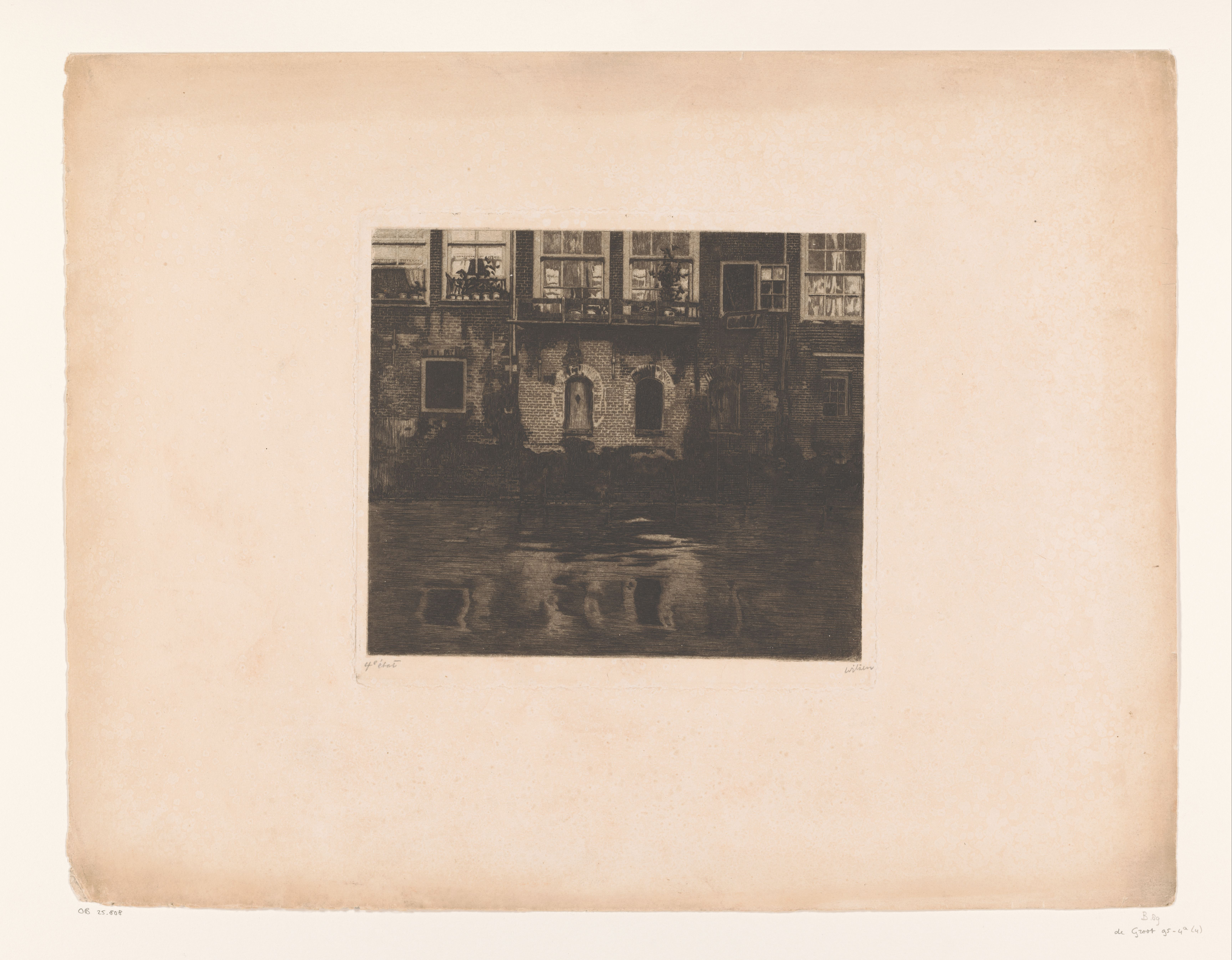
4e staat, Rijksmuseum Amsterdam, inv. nr. RP-P-OB-25.808

### Voorstraatshaven V
Dordrecht VI of Voorstraatshaven V is een spiegelbeeldig gezicht op de achtergevels van Voorstraat 409 en 407, tegenover de Manhuissteiger. Volgens de signaturen is deze ets en aquatint is uitgevoerd in vijf staten, maar van staten twee en drie zijn geen afdrukken bekend; vier en vijf lijken identiek. Van deze voorstelling bestaan een aquarel en een schilderij dat in 1976 werd geschonken aan het Dordrechts Museum.

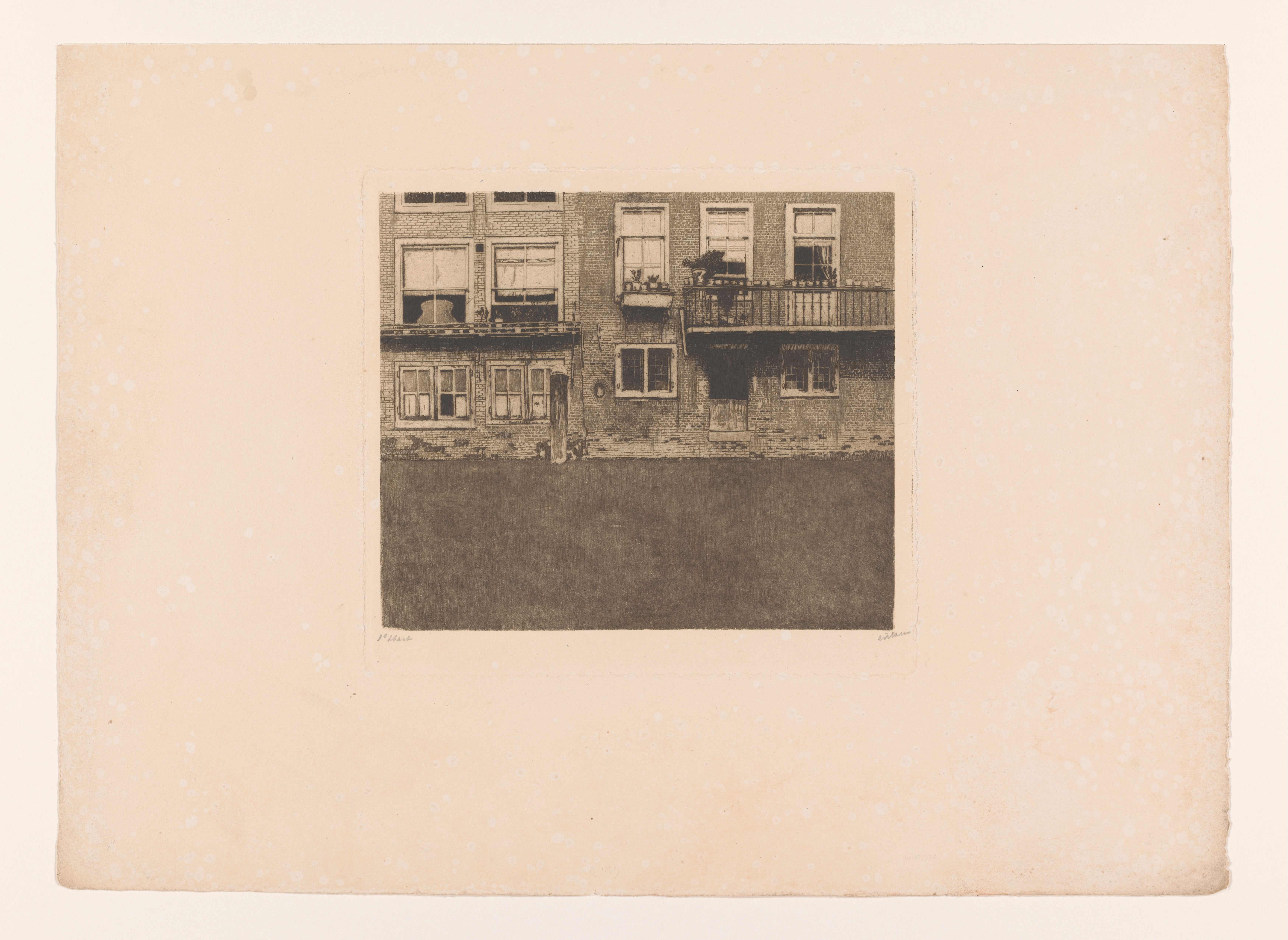
1e staat, Rijksmuseum Amsterdam, inv. nr. RP-P-OB-25.809
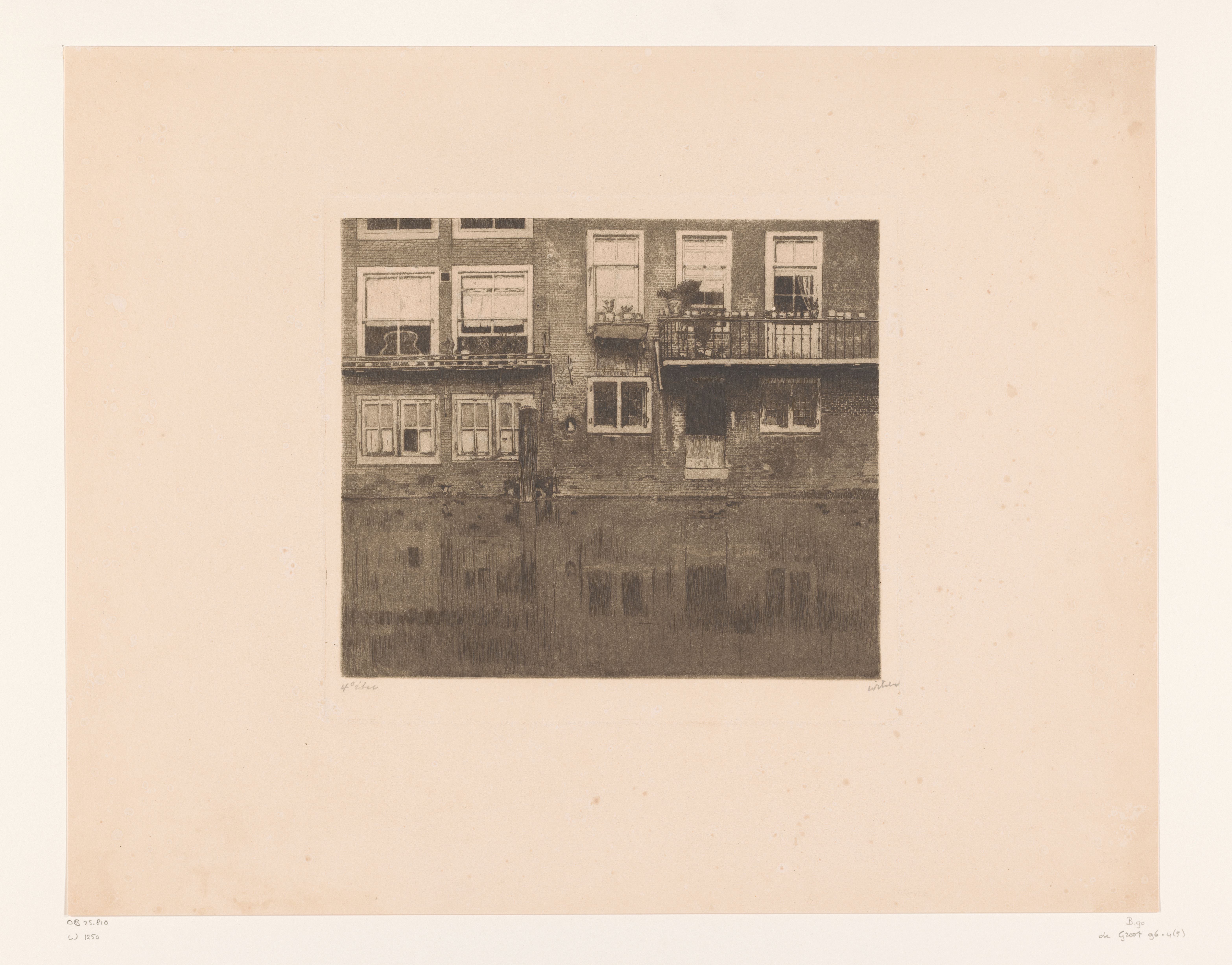
4e staat, Rijksmuseum Amsterdam, inv. nr. RP-P-OB-25.810
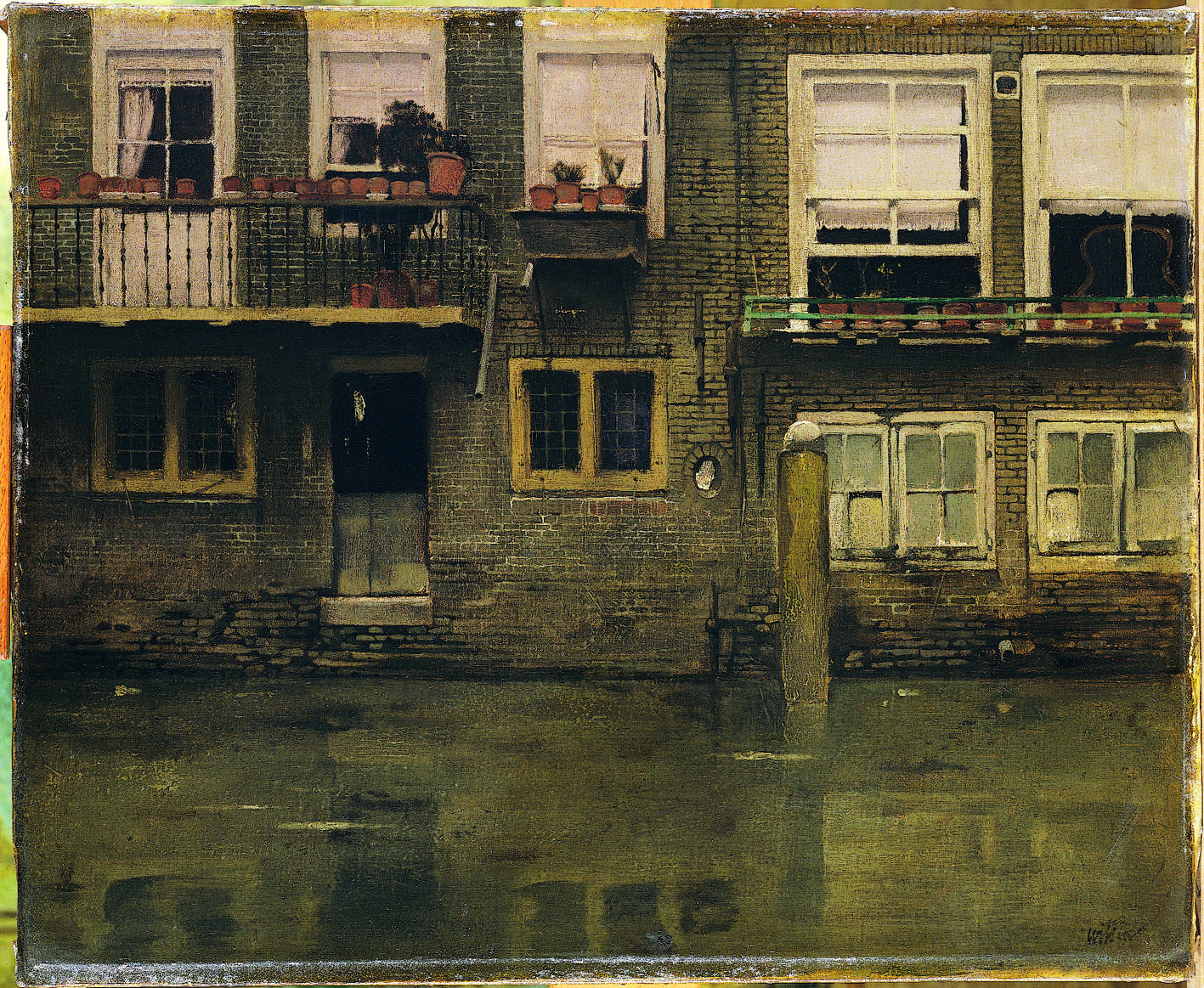
olieverfschilderij, Dordrechts Museum, inv. nr. DM-976-506
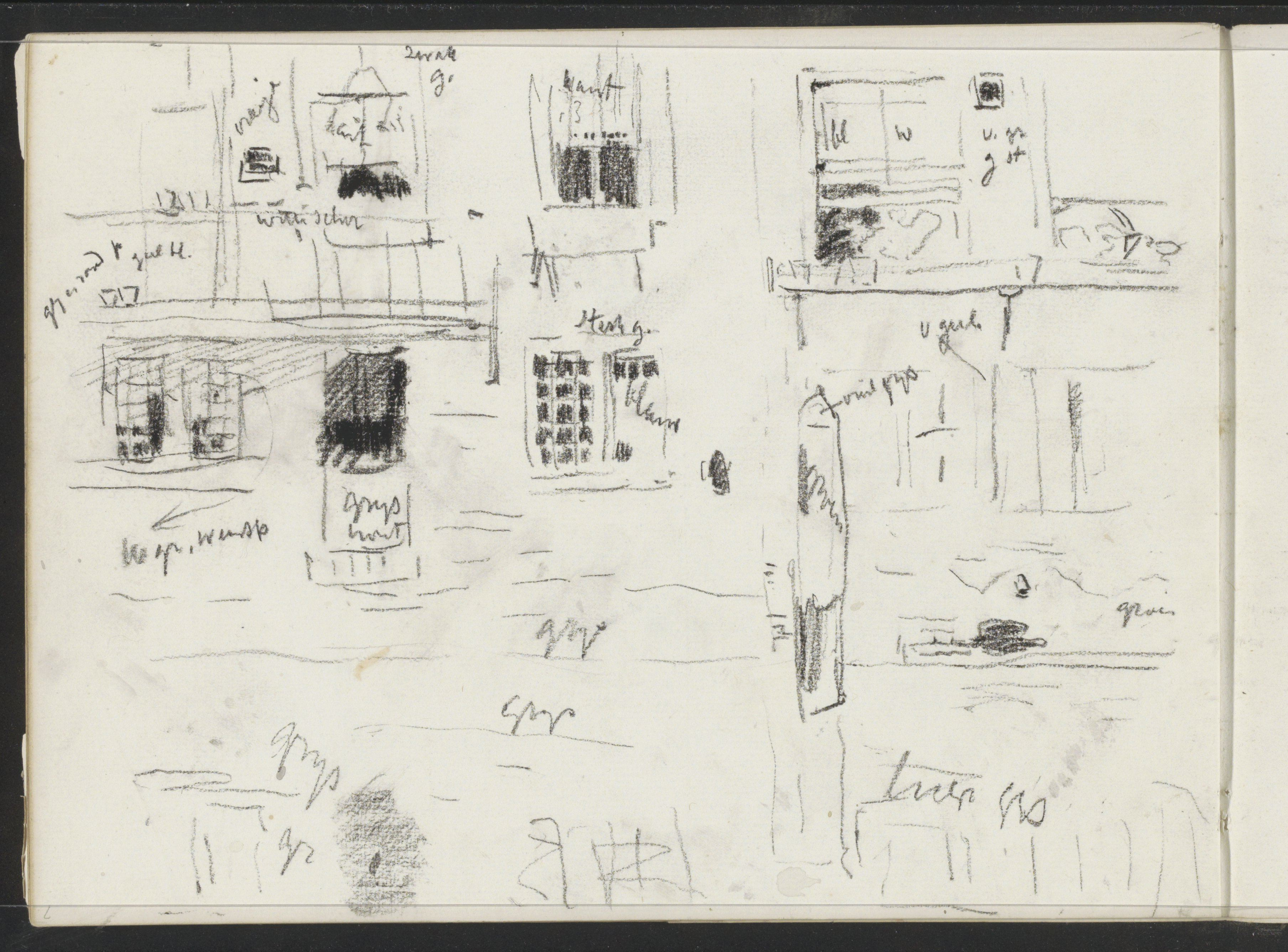
voorstudie, schetsboek met 13 bladen, pagina 7, Rijksmuseum Amsterdam, inv. nr. RP-T-1964-226A-7 (bruikleen van het Willem Witsenhuis)

### Riviergezicht, Dordrecht
Dordrecht VII is een gezicht op de rivier de Noord vanaf de Groothoofdspoort of vanuit de hotelkamer van Witsen. De prent heeft de inscriptie D IX W. W. 1900, wat erop wijst dat de prent oorspronkelijk als negende in de reeks was gepland.

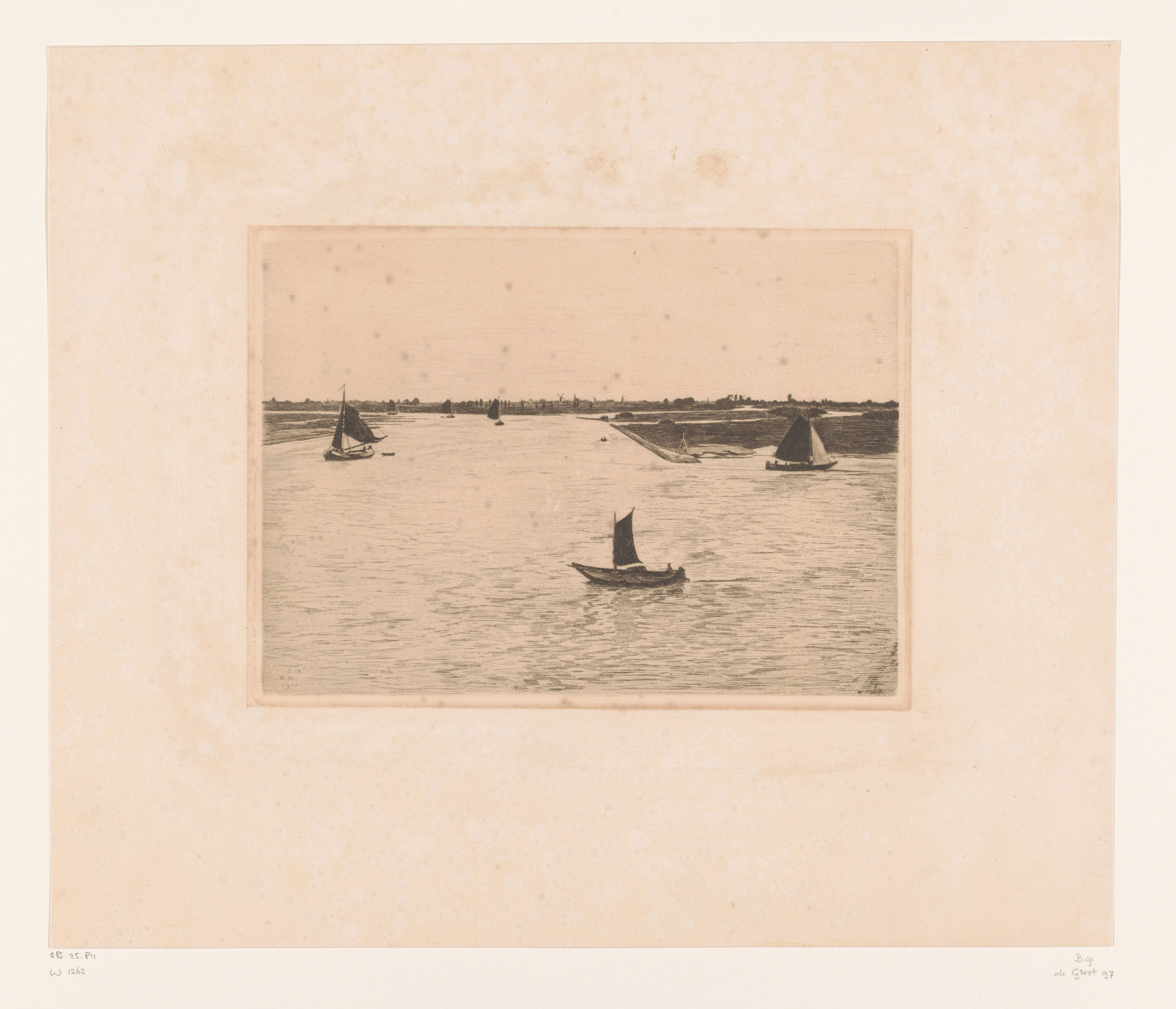
enige staat, Rijksmuseum Amsterdam, inv. nr. RP-P-OB-25.811
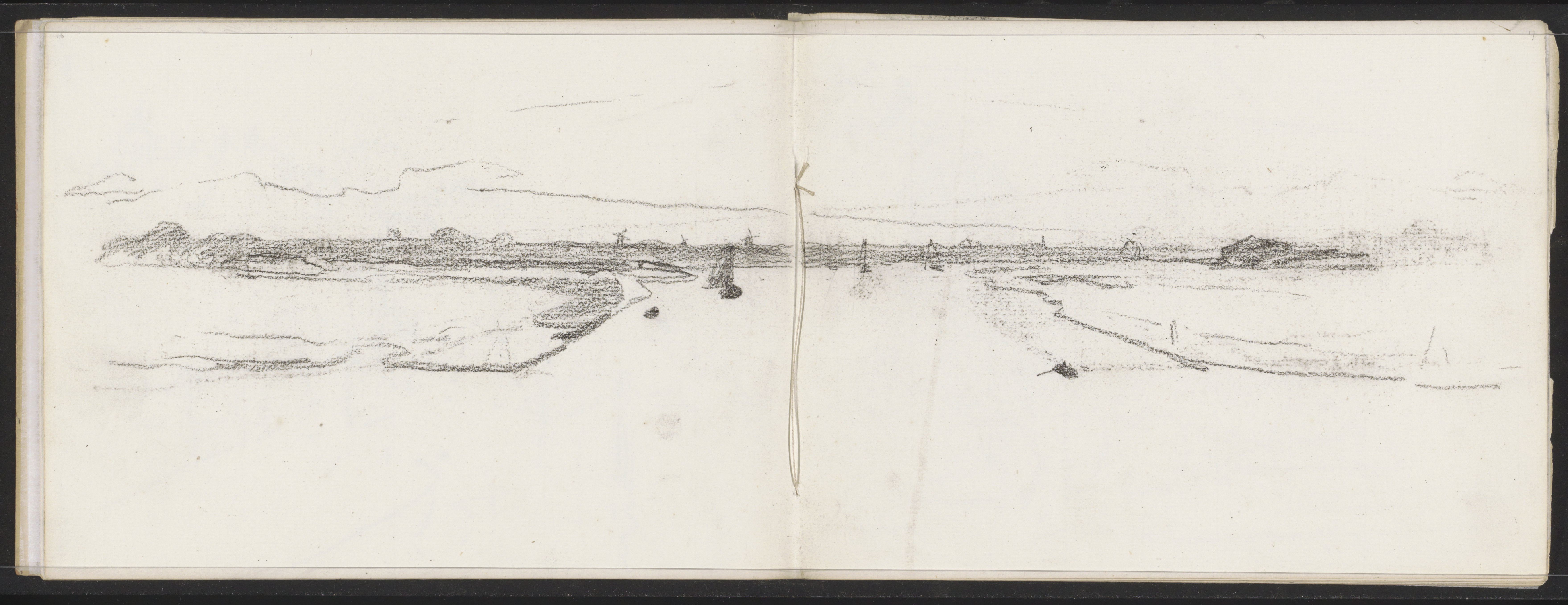
voorstudie, schetsboek met 17 bladen, pagina 16-17, Rijksmuseum Amsterdam, inv. nr. RP-T-1964-228-16

### Voorstraatshaven VI
Dordrecht VIII of Voorstraatshaven VI is een spiegelbeeldig gezicht op Grote Appelsteiger 2 en de achtergevels van Voorstraat 239, 237, 235 en 233. Van deze voorstelling zijn ook een aquarel (particuliere collectie) en een olieverfschets (Dordrechts Museum) bekend.

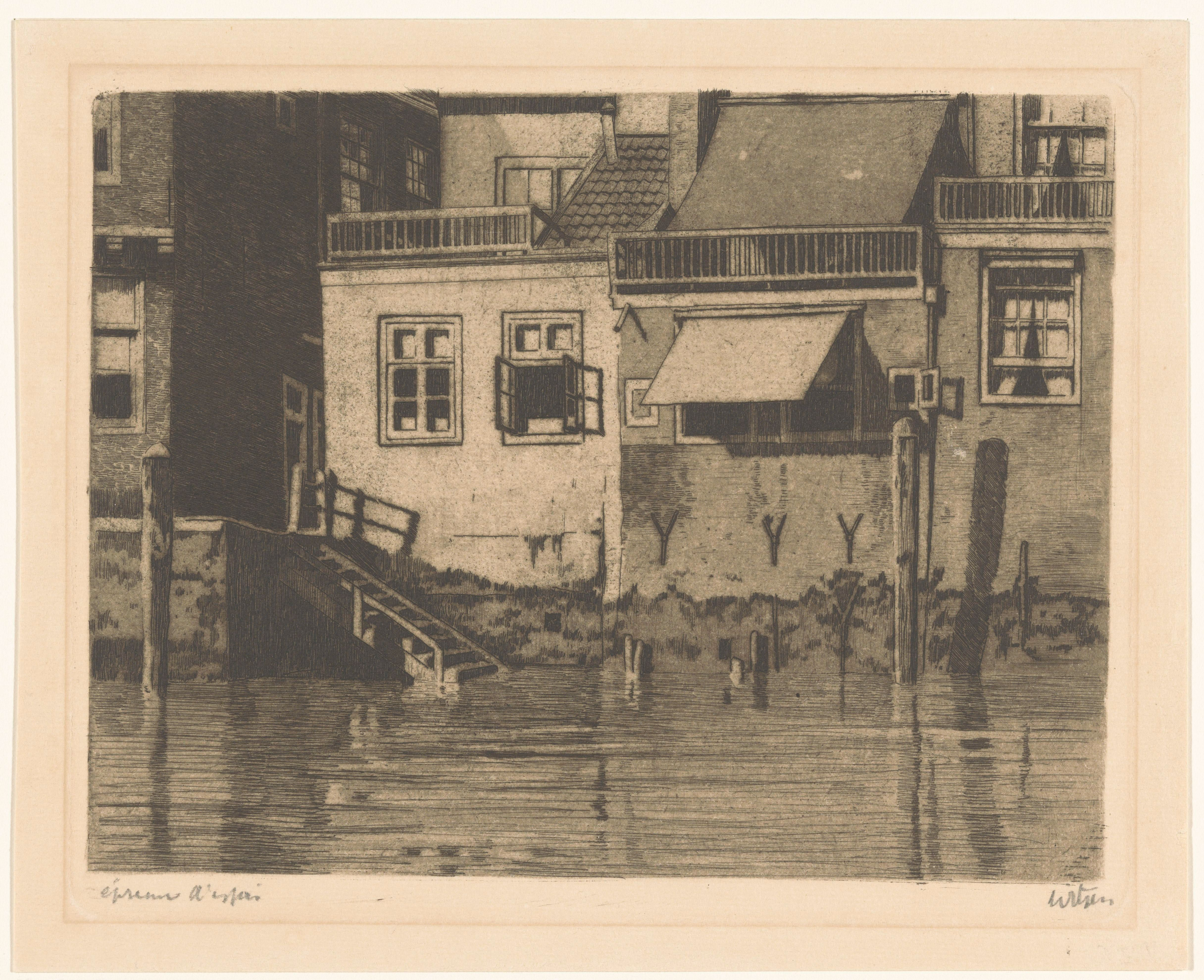
proefdruk, Rijksmuseum Amsterdam, inv. nr. RP-P-OB-25.254
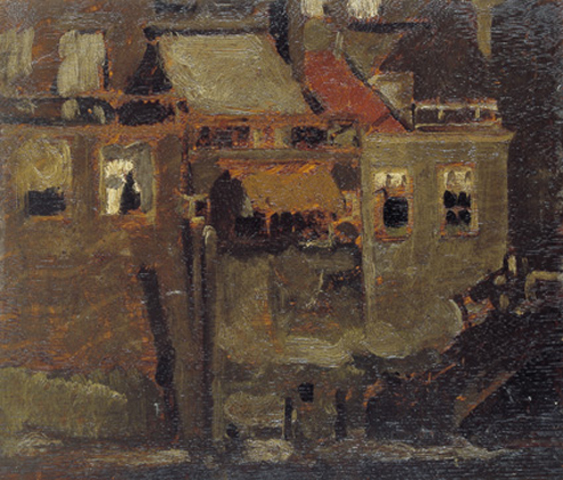
Huizen te Dordrecht, Dordrechts Museum, inv. DM-013-1019

### Voorstraatshaven VII
Dordrecht IX of Voorstraatshaven VII is een niet-spiegelbeeldig gezicht op de achtergevels van Voorstraat 459, 461 en 463, tegenover de Grote Kerk tussen de Ruitensteiger en de Dolhuissteiger. De prent sluit op Dordrecht XI. De aquarel van deze voorstelling werd in 1898 gekocht door Dentz van Schaick. Het schilderij ervan behoort tot de collectie van het Dordrechts Museum.

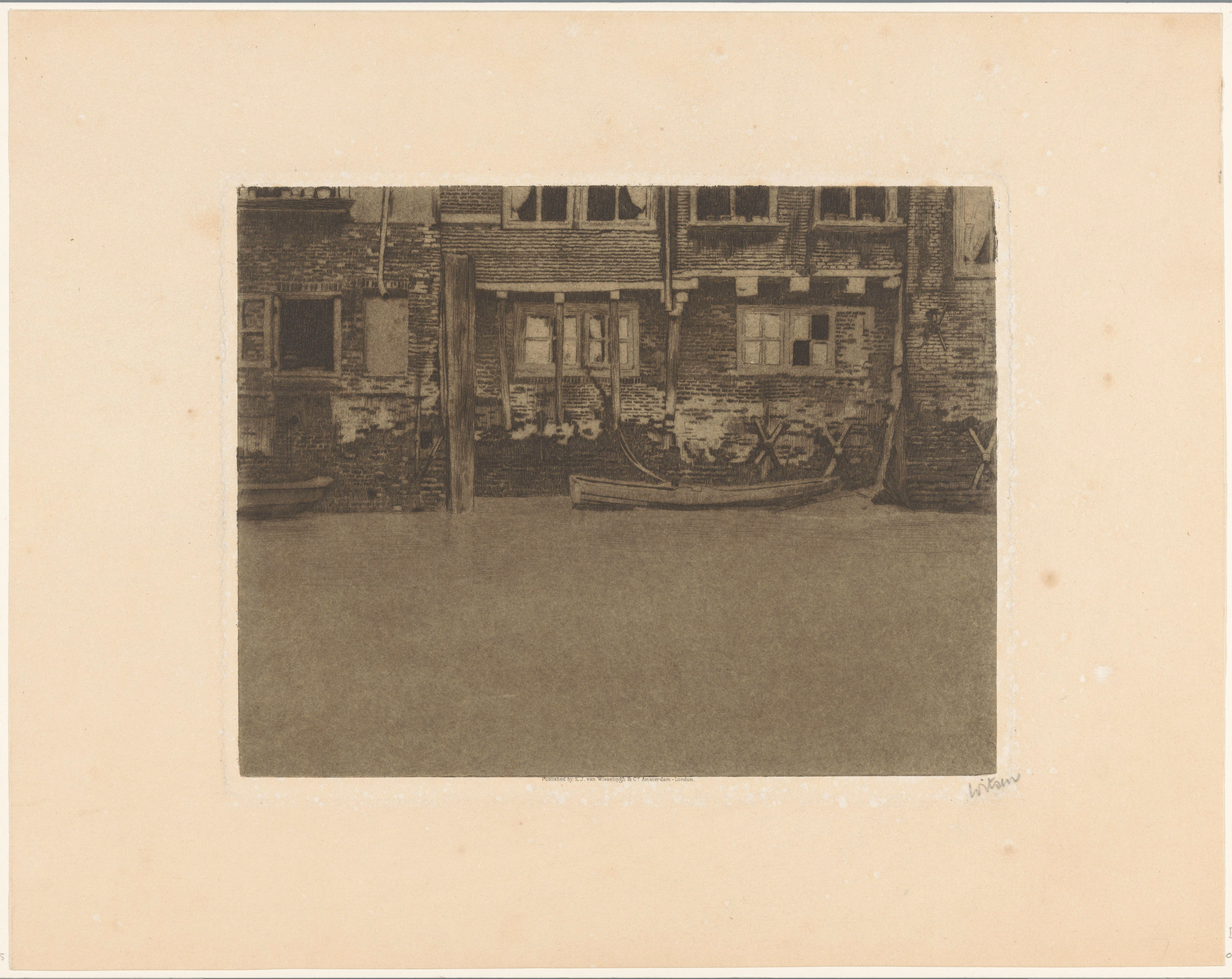
enige staat, Rijksmuseum Amsterdam, inv. nr. RP-P-OB-25.645
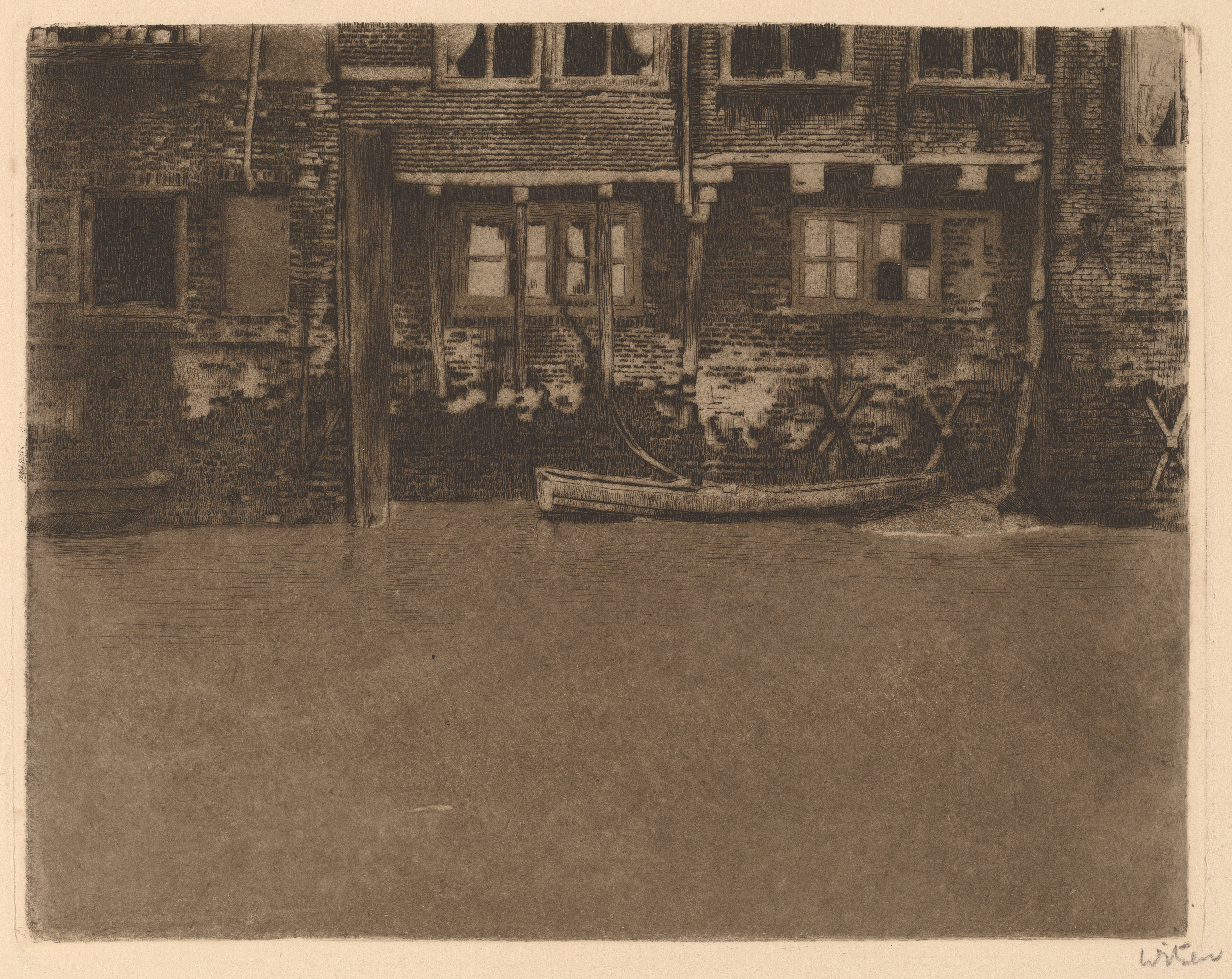
enige staat, National Gallery of Art, Washington
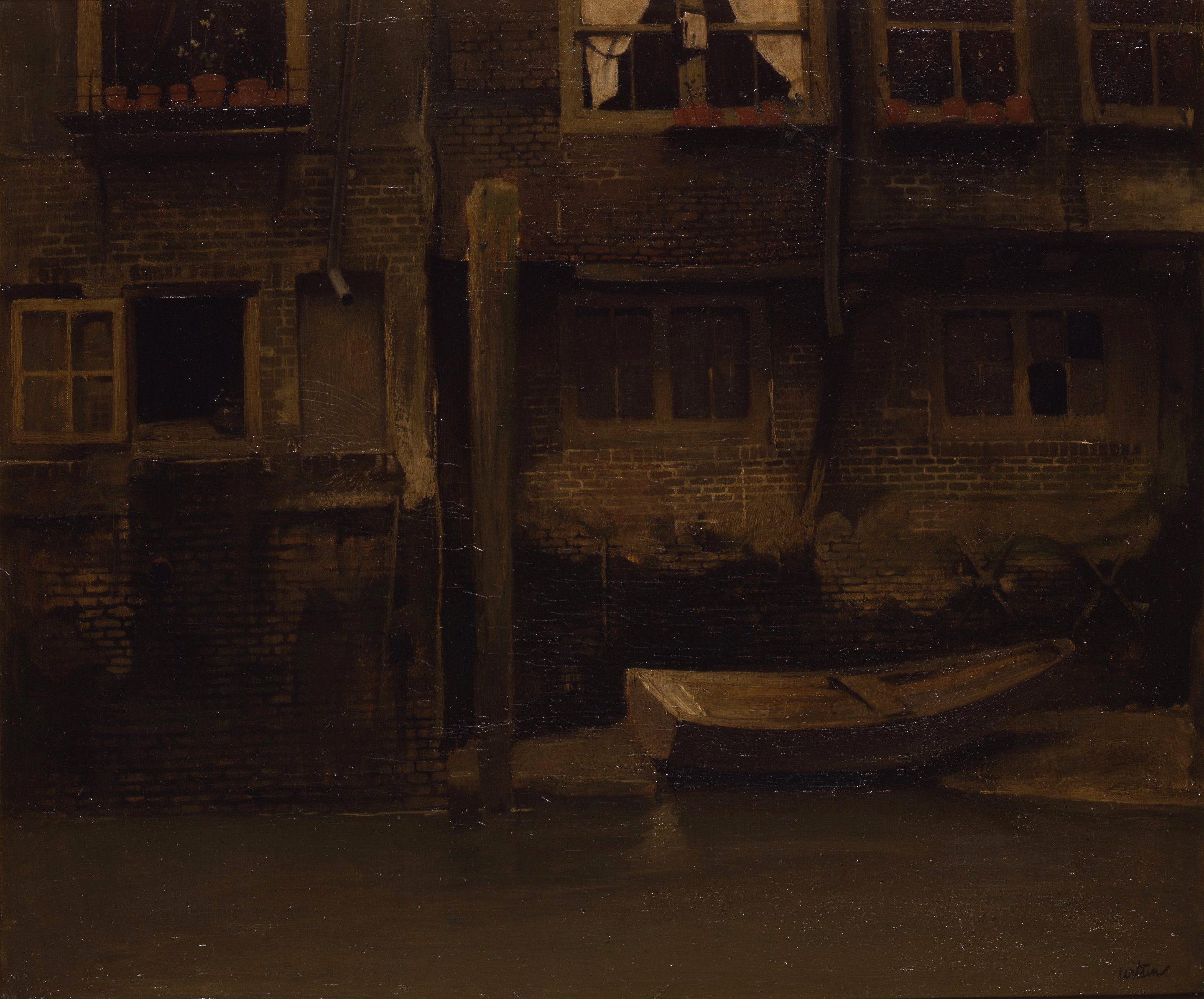
Voorstraatshaven VII, schilderij, Dordrechts Museum
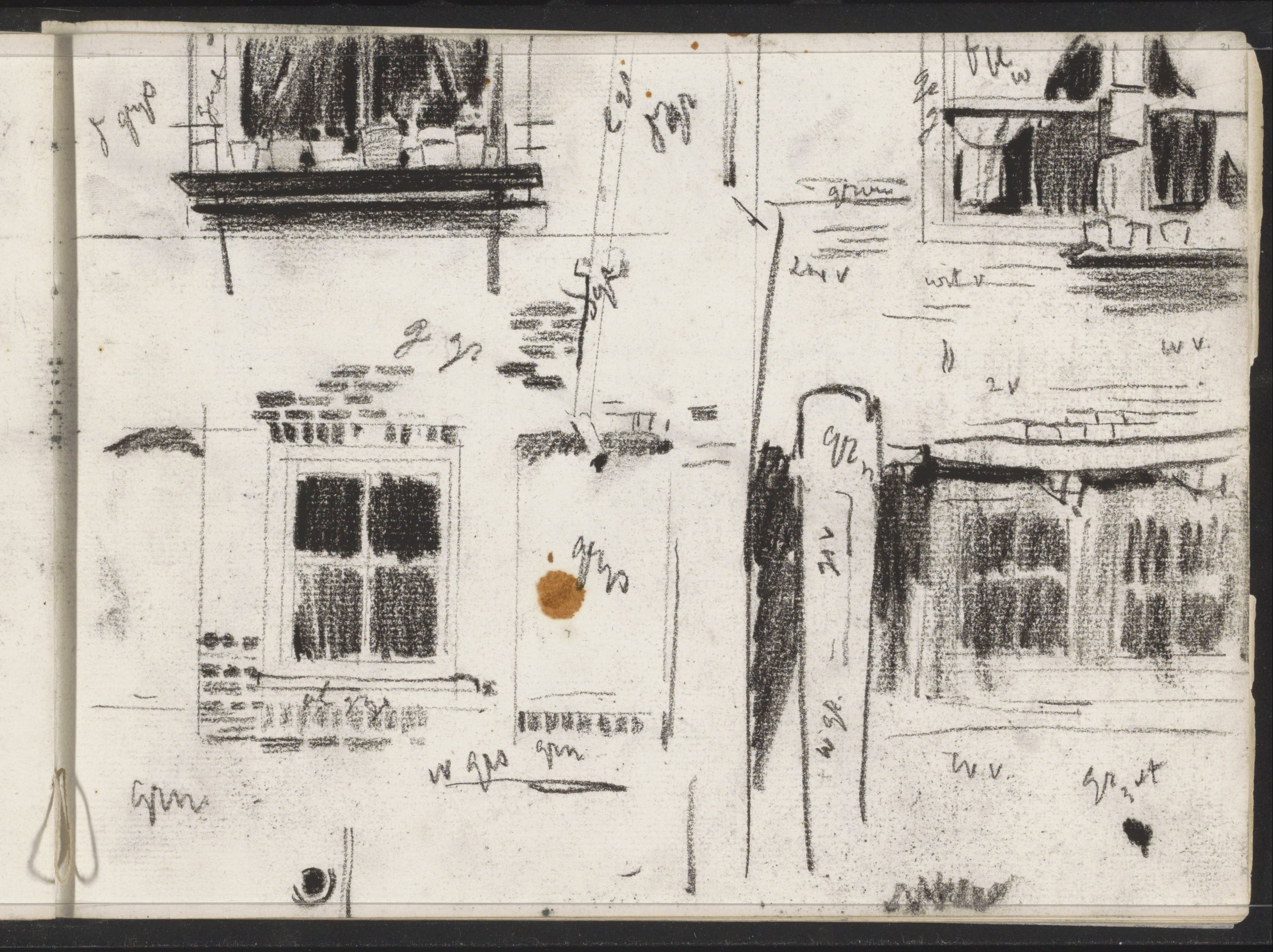
voorstudie (linkerhelft), schetsboek met 17 bladen, pagina 21, Rijksmuseum Amsterdam, inv. nr. RP-T-1964-228-21
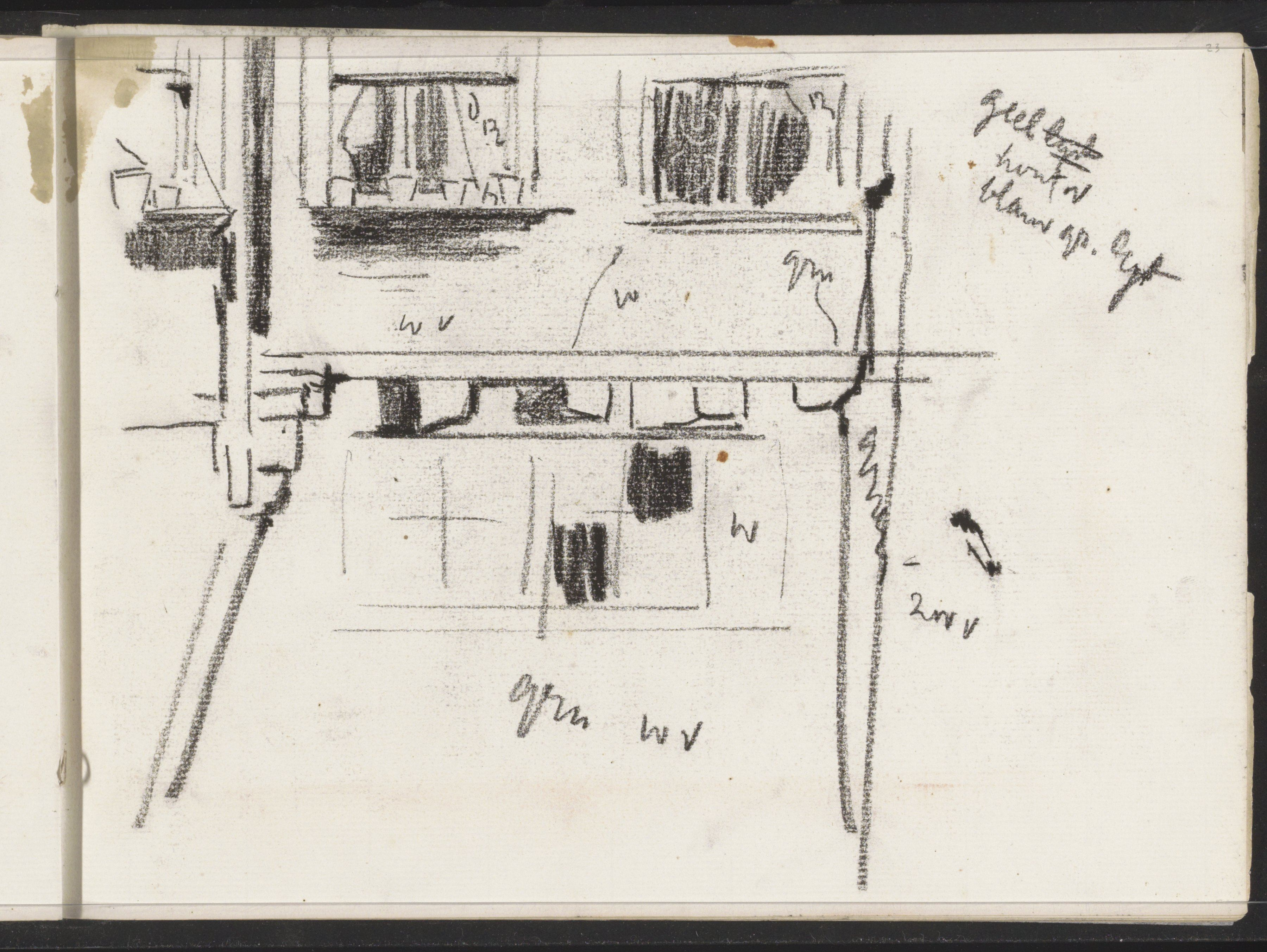
voorstudie (rechterhelft), schetsboek met 17 bladen, pagina 23, Rijksmuseum Amsterdam, inv. nr. RP-T-1964-228-23

### Voorstraatshaven VIII
Dordrecht X of Voorstraatshaven VIII is een niet-spiegelbeeldig gezicht op de achtergevels van Voorstraat 473 en 475, tegenover de Grote Kerk, tussen de Dolhuissteiger en Leuvebrug. De aquarel van deze voorstelling werd in 1901 in Londen tentoongesteld door de International Society of Sculptors, Painters and Gravers, waarvan James McNeill Whistler de voorzitter was. Het blad werd in 1994 verworven door Museum Boijmans Van Beuningen.

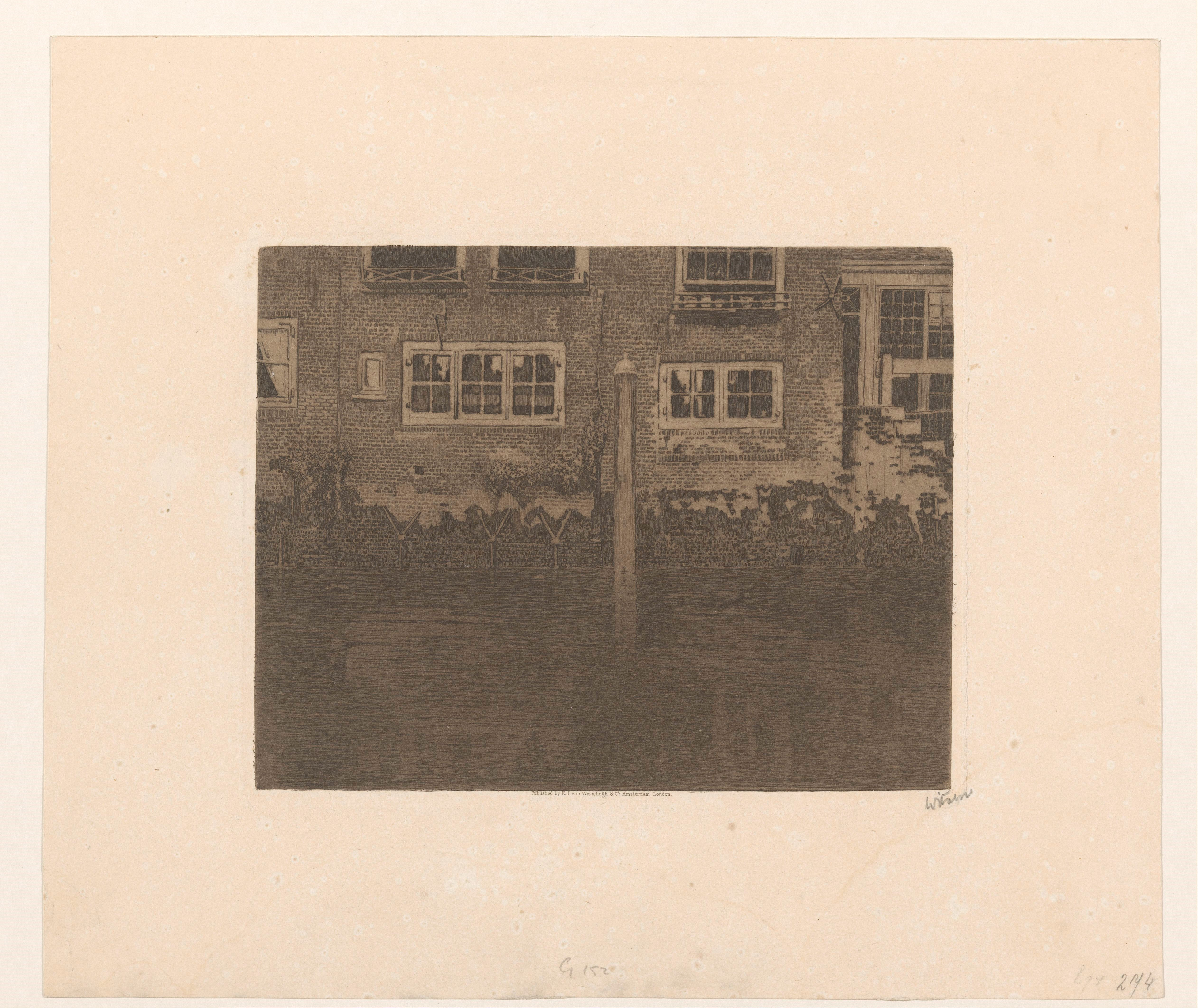
enige staat, Rijksmuseum Amsterdam, inv. nr. RP-P-OB-25.744

### Voorstraatshaven IX
Dordrecht XI of Voorstraatshaven IX is een niet-spiegelbeeldig gezicht op de achtergevels van Voorstraat 463, 465 en 467, tegenover de Grote Kerk, tussen de Ruitensteiger en de Dolhuissteiger. De prent sluit aan op Dordrecht IX. Van deze compositie is ook een aquarel bekend.

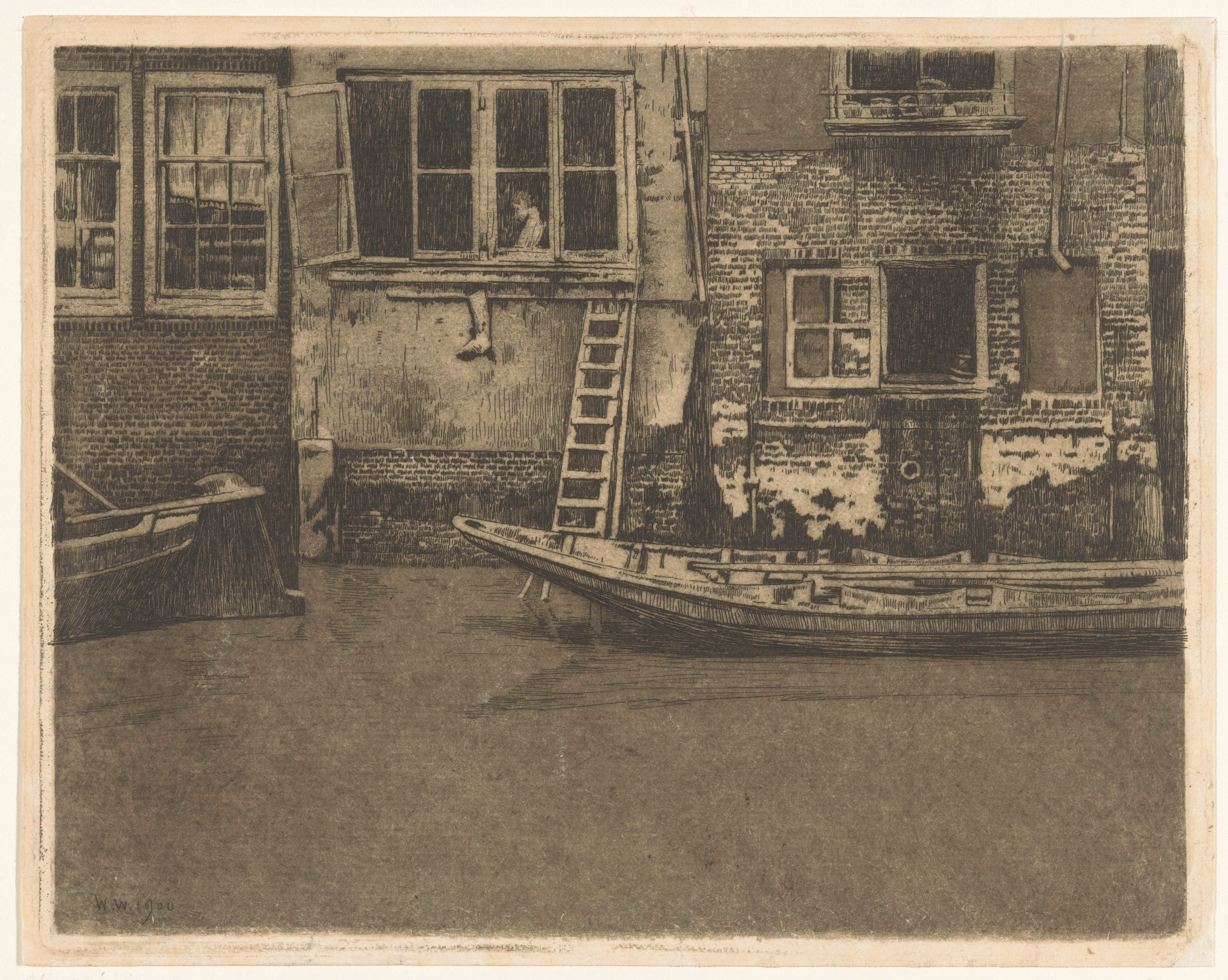
enige staat, Rijksmuseum Amsterdam, inv. nr. RP-P-OB-25.646
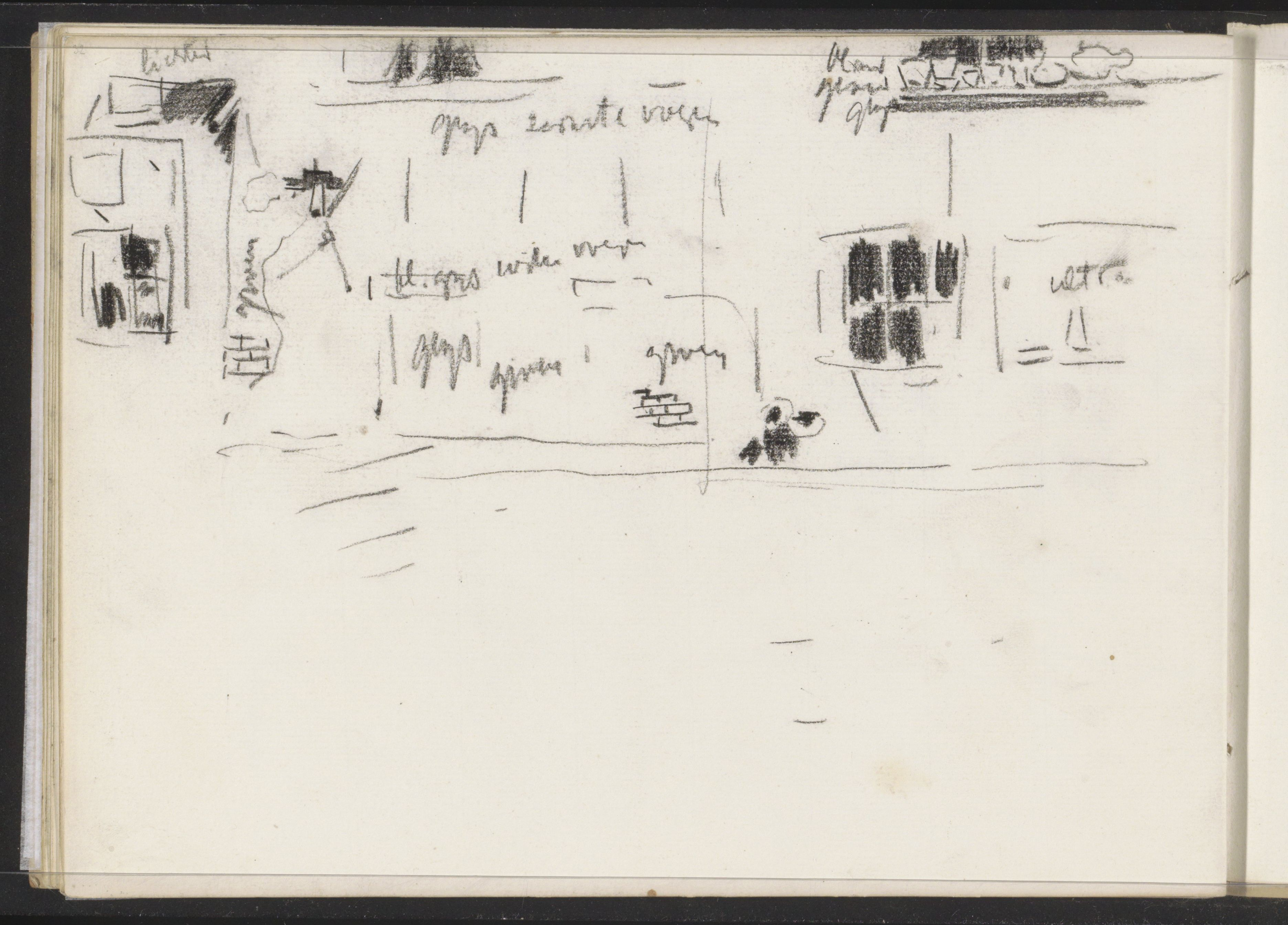
voorstudie, schetsboek met 17 bladen, pagina 32, Rijksmuseum Amsterdam, inv. nr. RP-T-1964-228-32
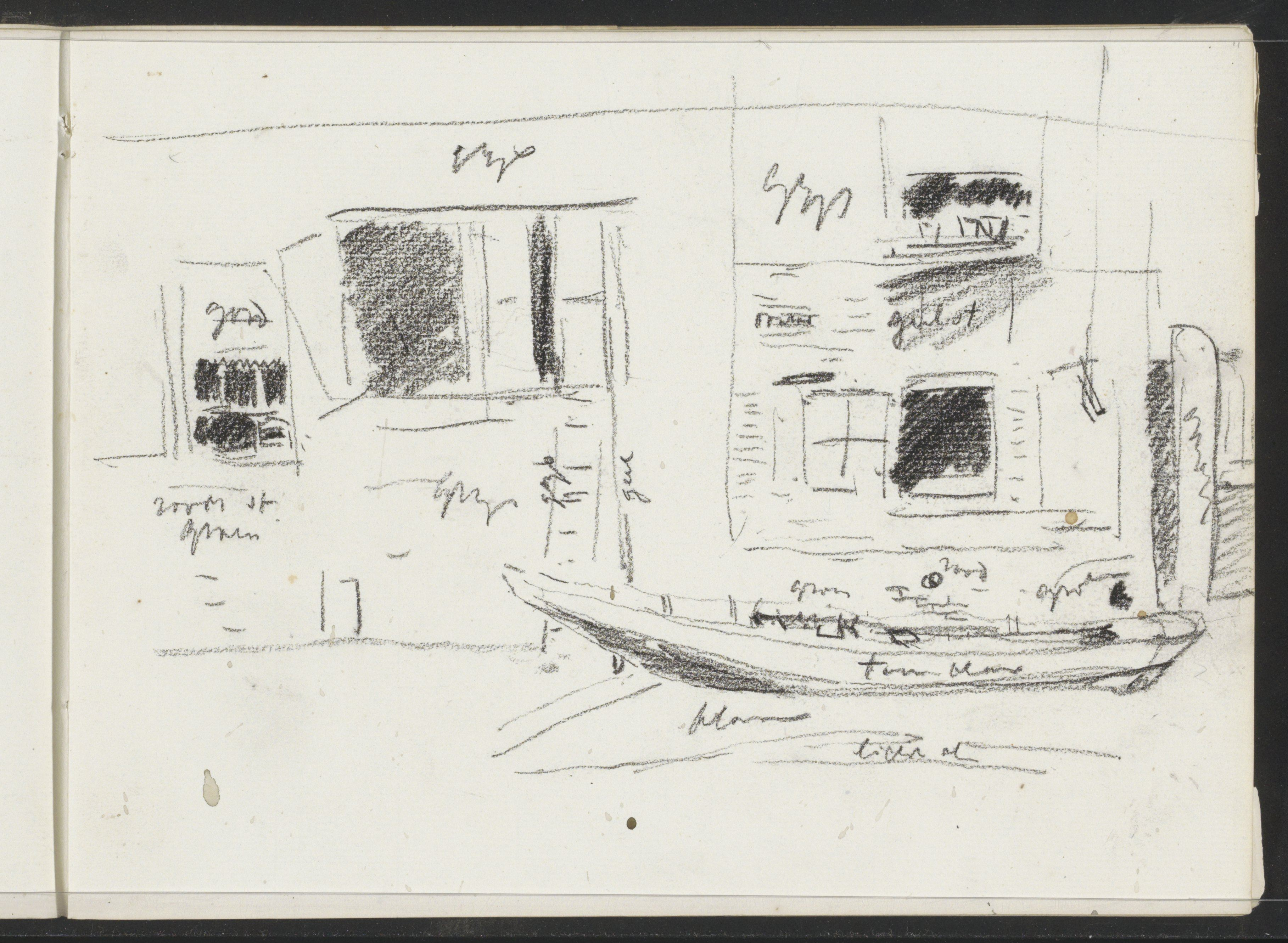
voorstudie, schetsboek met 13 bladen, pagina 11, Rijksmuseum Amsterdam, inv. nr. RP-T-1964-226A-11

### De Grote Kerk, Dordrecht
Dordrecht XII is een spiegelbeeldig gezicht op de Grote Kerk en de Nieuwe Haven, waar Witsen zijn roeiboot huurde. De kale bomen wijzen erop dat de prent in de winter is gemaakt, mogelijk in februari 1899.
- proefdruk,
Rijksmuseum Amsterdam,
inv. nr. RP-P-OB-25.743

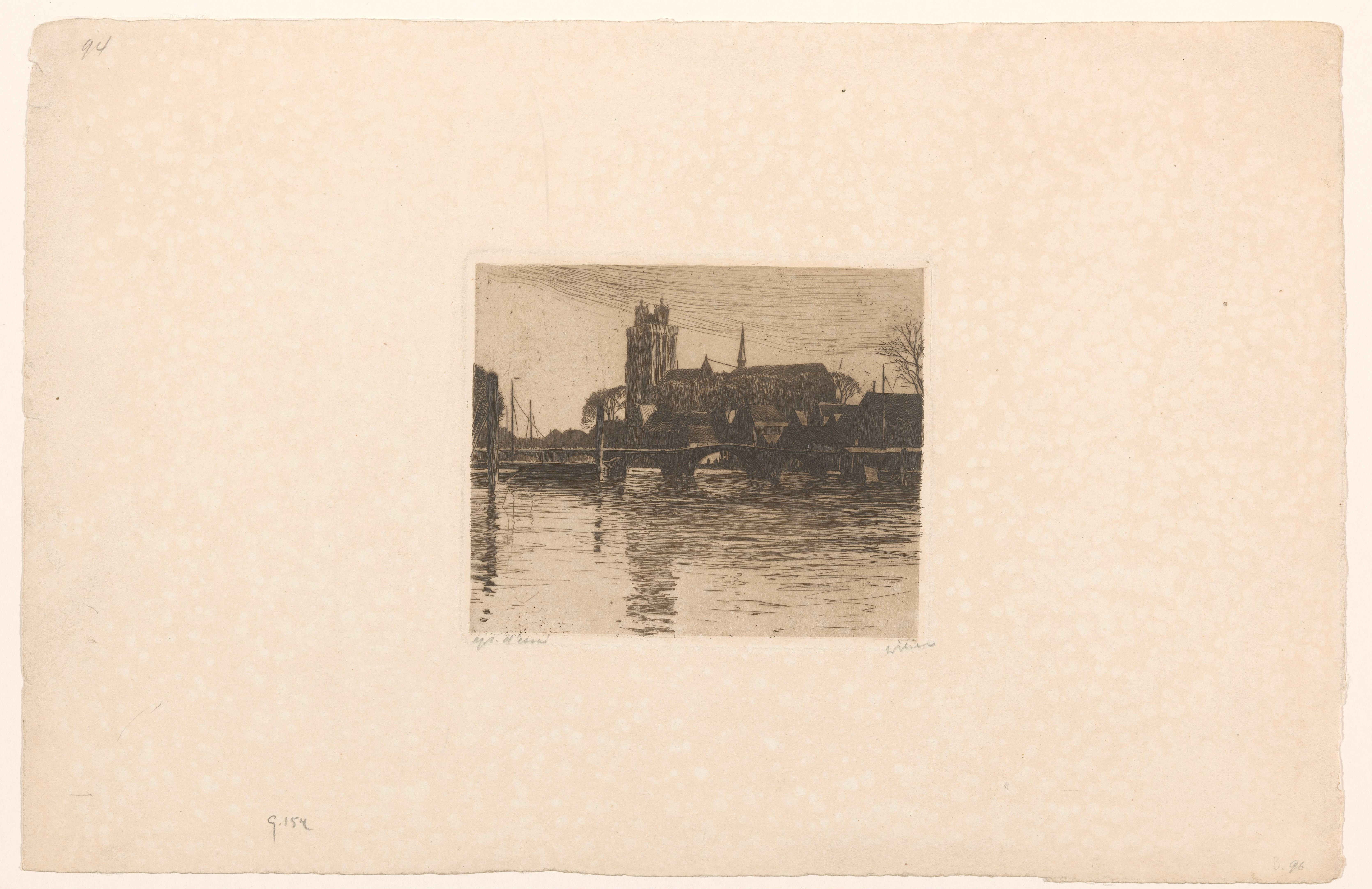
proefdruk, Rijksmuseum Amsterdam, inv. nr. RP-P-OB-25.743

Er bestaat een grotere variant van de prent met de Grote Kerk, uitgevoerd in ets en aquatint, waarop de bomen meer blad hebben. De prent behoort niet tot de serie en zat ook niet in het fonds van Van Wisselingh. Mogelijk was dit een eerdere versie, waar Witsen niet tevreden over was, maar er bestaat geen nadere informatie over.

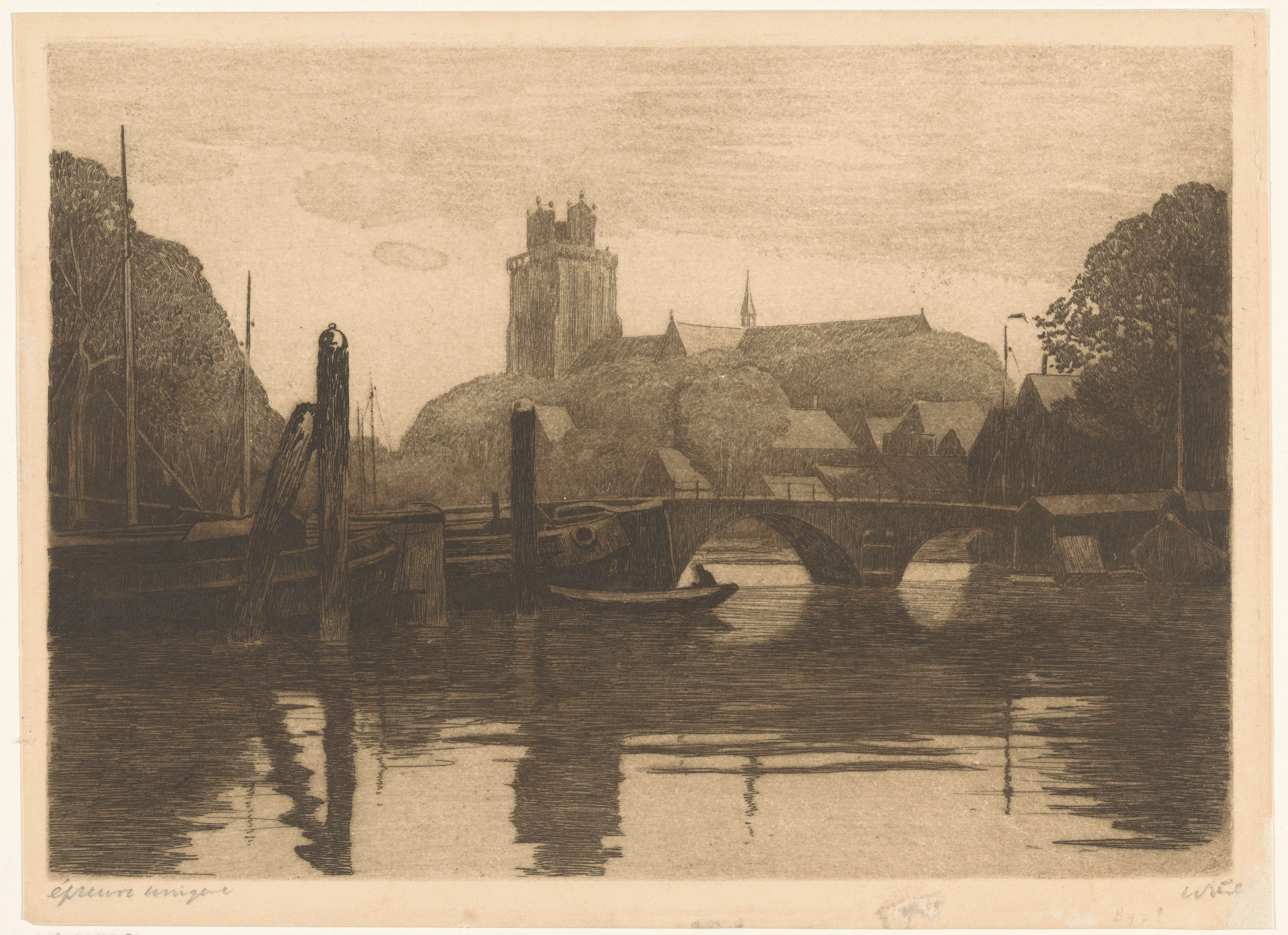
Variant van Dordrecht XII, uniek exemplaar, Rijksmuseum Amsterdam, inv. nr. RP-P-OB-25.255
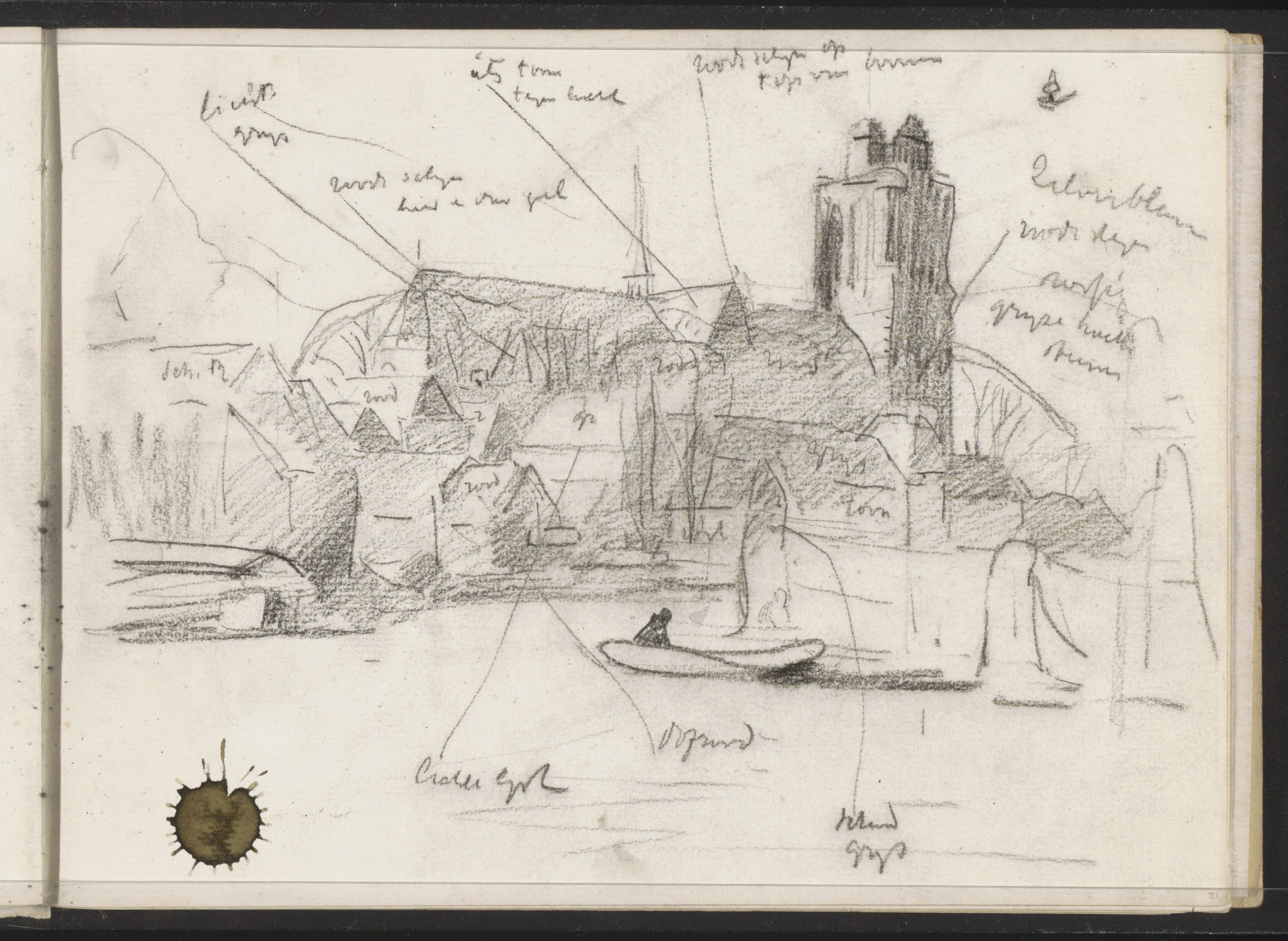
voorstudie voor de variant van Dordrecht XII, schetsboek met 17 bladen, pagina 12, Rijksmuseum Amsterdam, inv. nr. RP-T-1964-228-12

## Overige schetsen in Dordrecht
In het schetsboek met 17 bladen, waarin Witsen de meeste voorstudies voor de prenten maakte, bevinden zich nog enkele andere schetsen die mogelijk ook in Dordrecht zijn gemaakt. Op pagina 2, de achterzijde van het eerste blad, heeft Witsen het schetsboek ondersteboven gehouden.

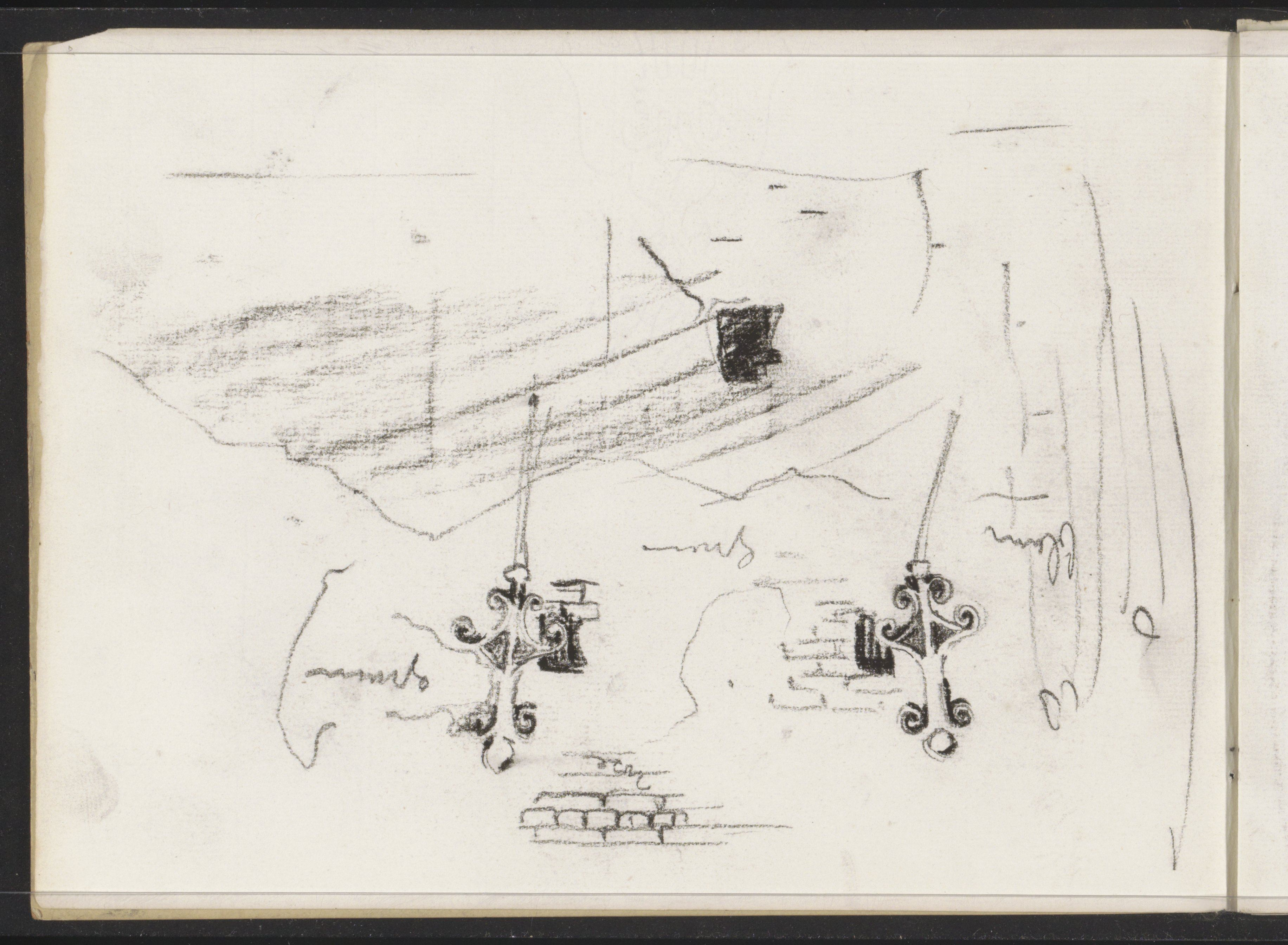
Pagina 2: Studieblad met metselverbanden en muurankers, schetsboek,
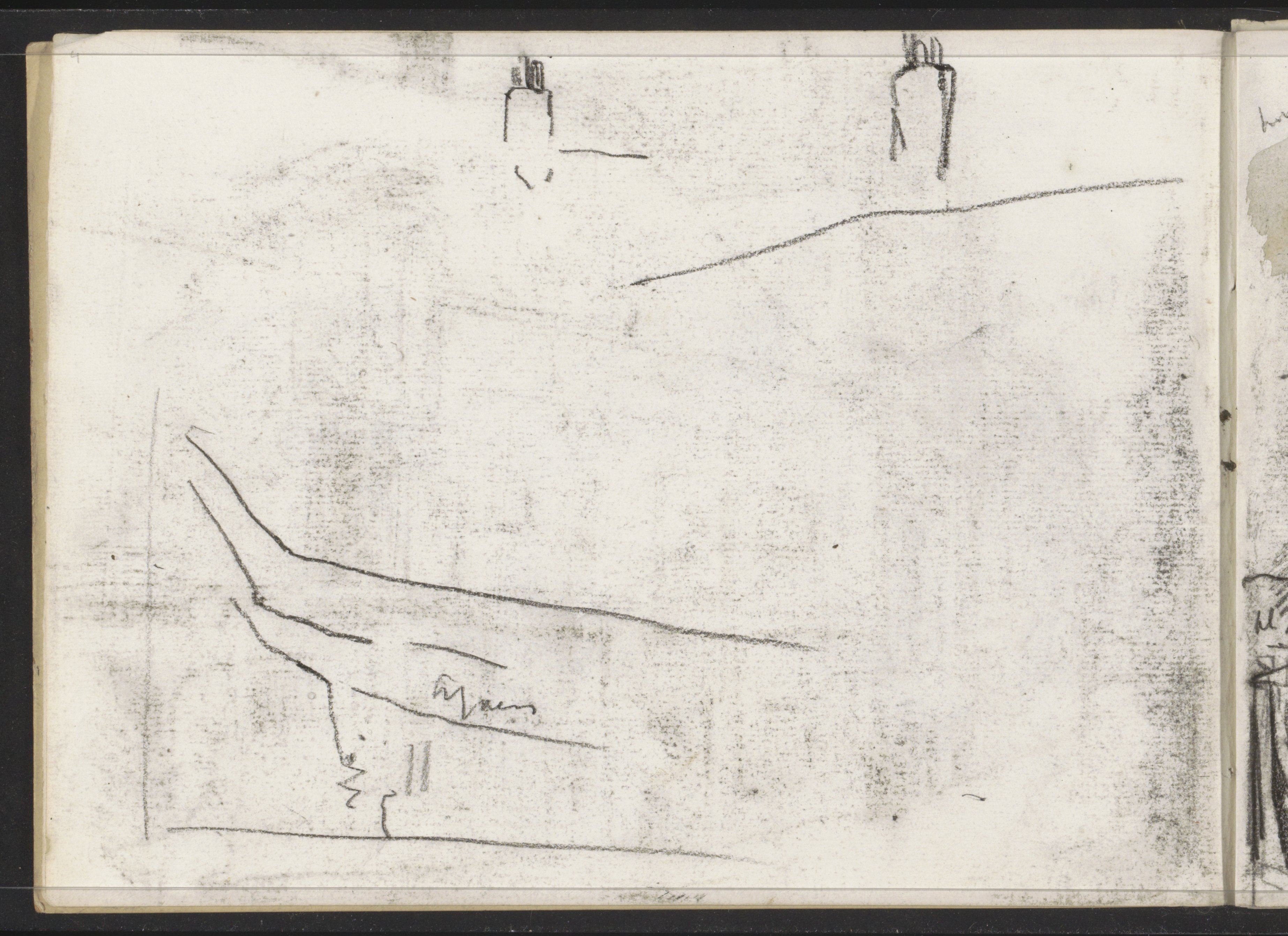
Pagina 4: Architectuurstudies, waaronder twee schoorstenen
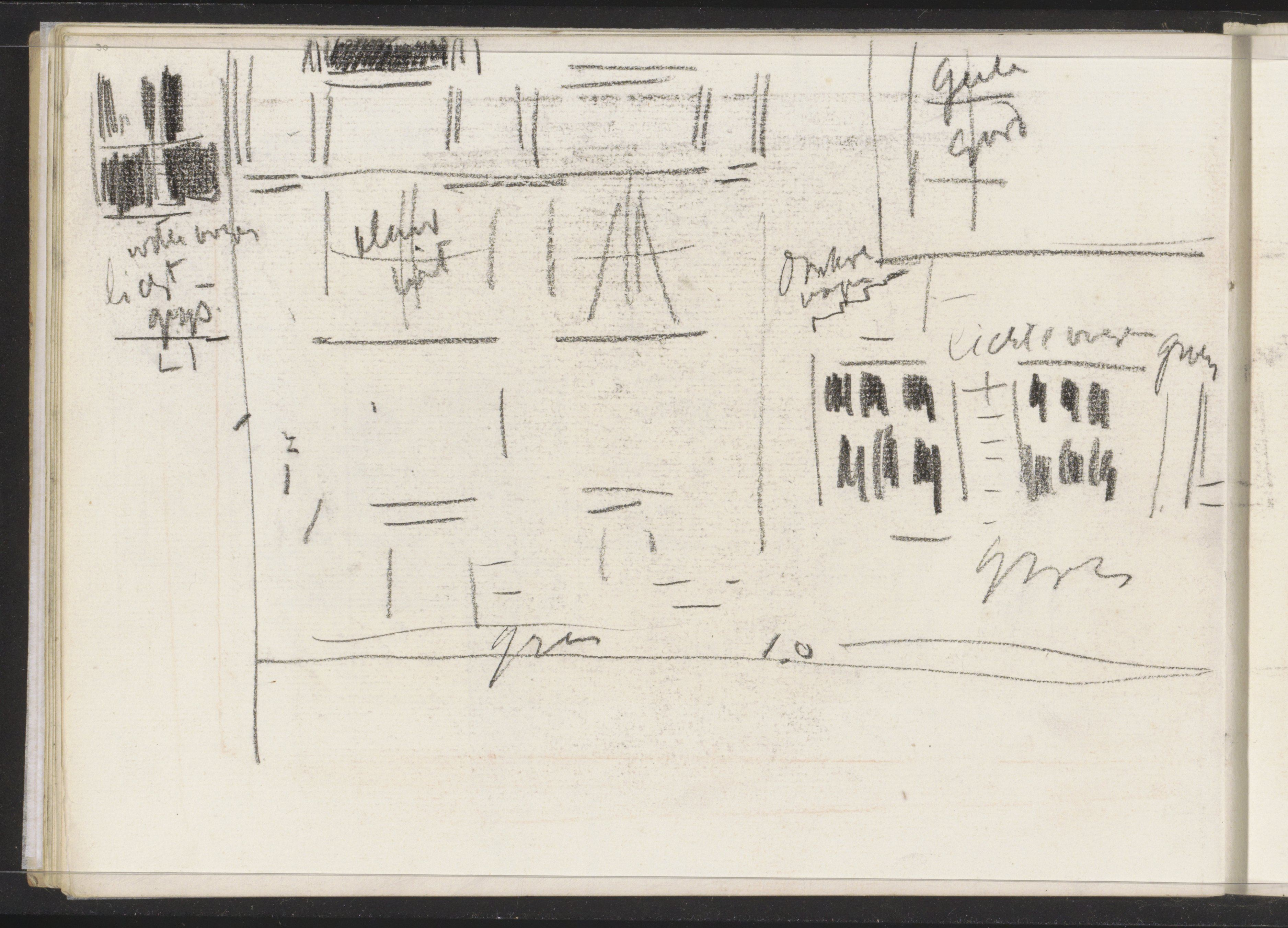
Pagina 30: Bebouwing, mogelijk aan de Voorstraatshaven te Dordrecht
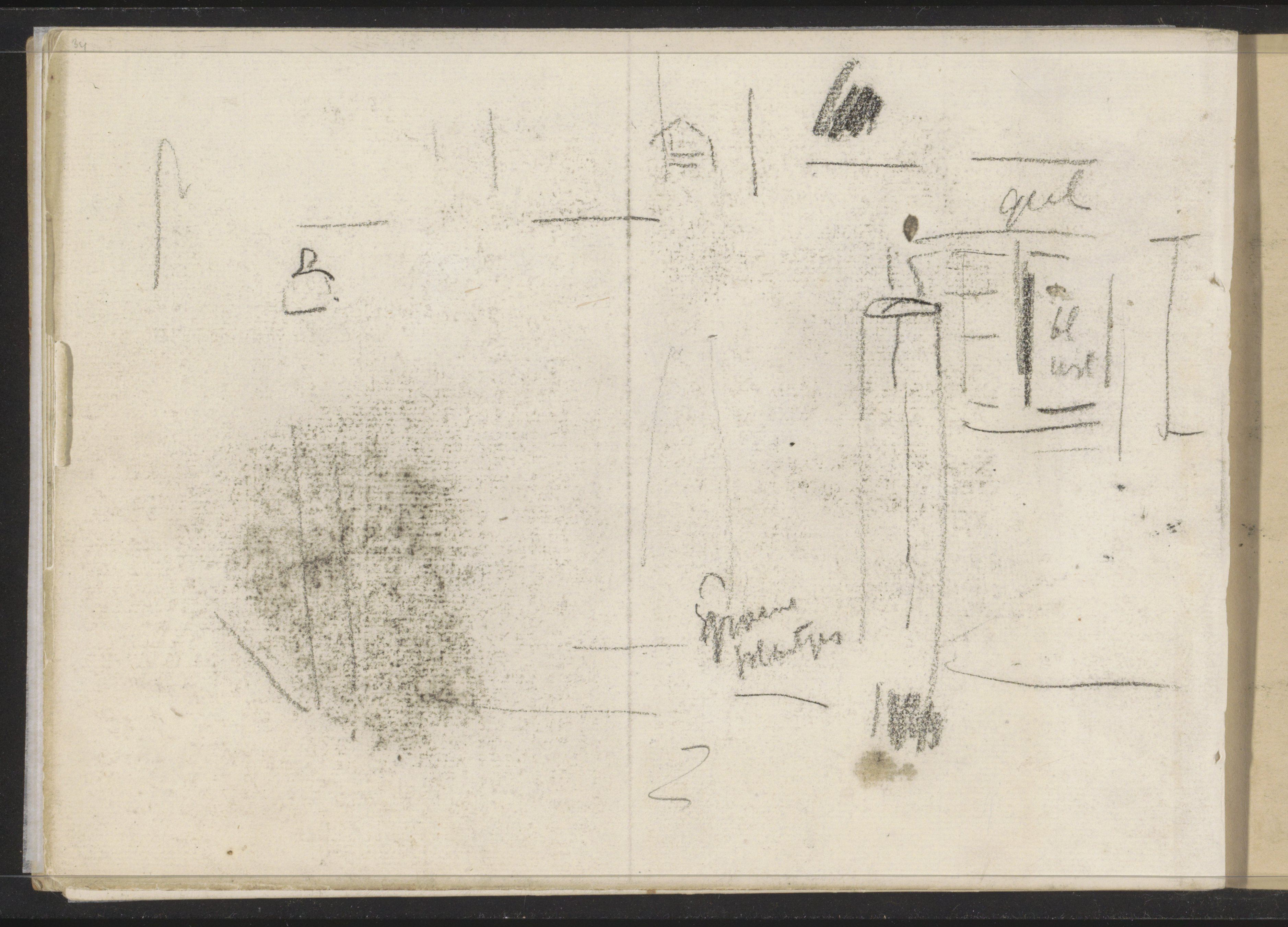
Pagina 34: Huizen aan de Voorstraatshaven te Dordrecht